# Salzhaus (Frankfurt am Main)

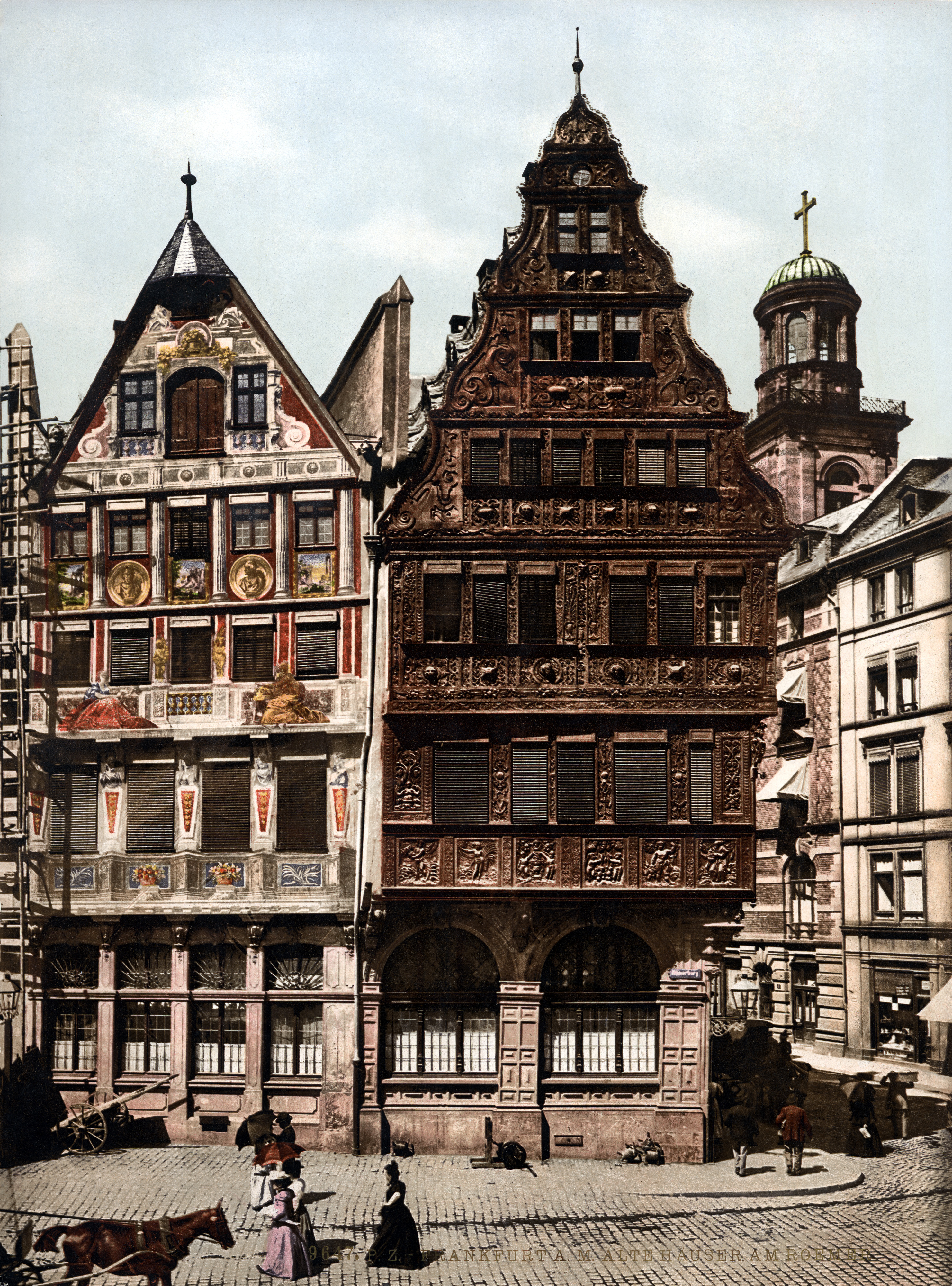
Farbbild der Fassade des Salzhauses (rechts) am Römerberg, um 1896

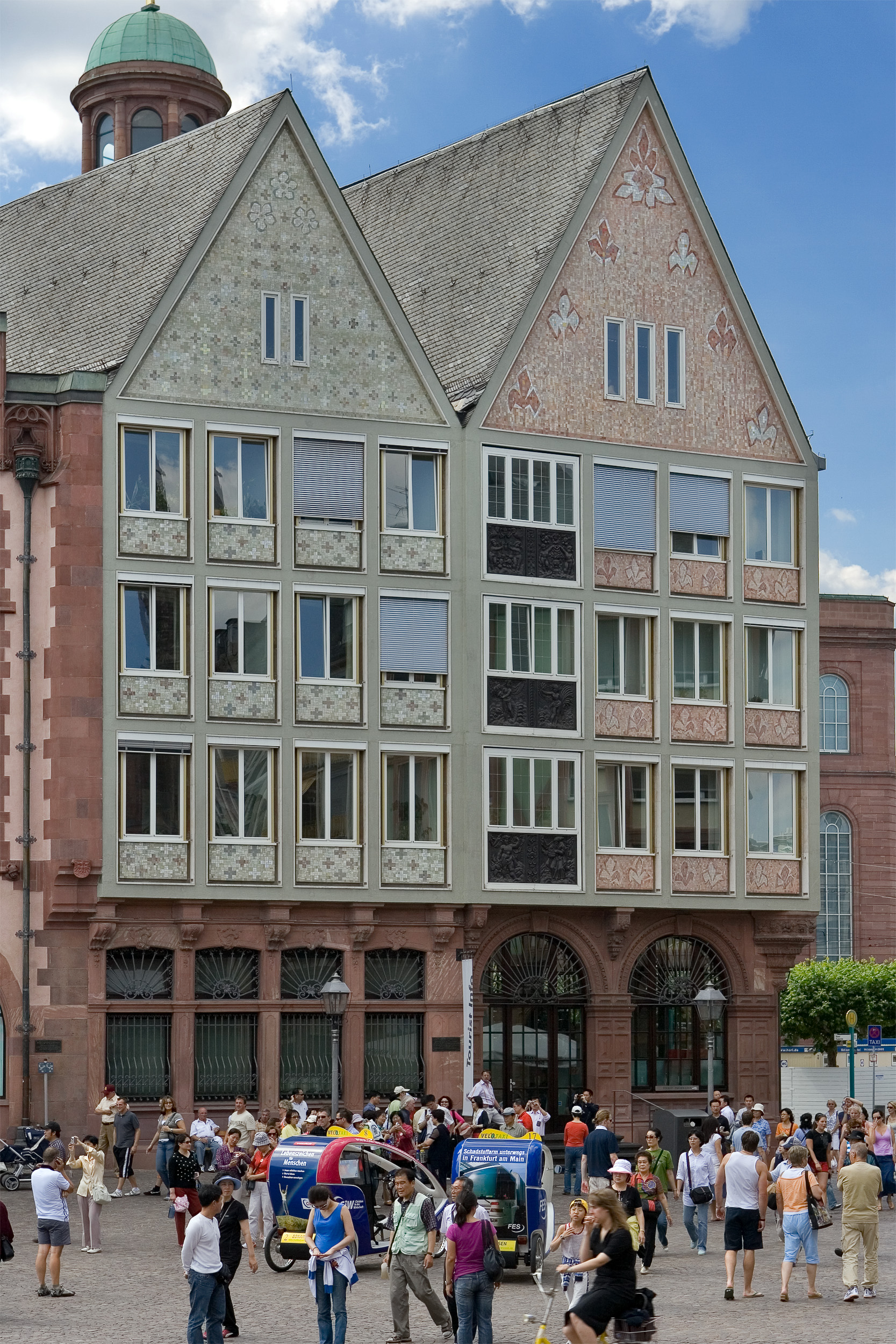
Heutige Ansicht

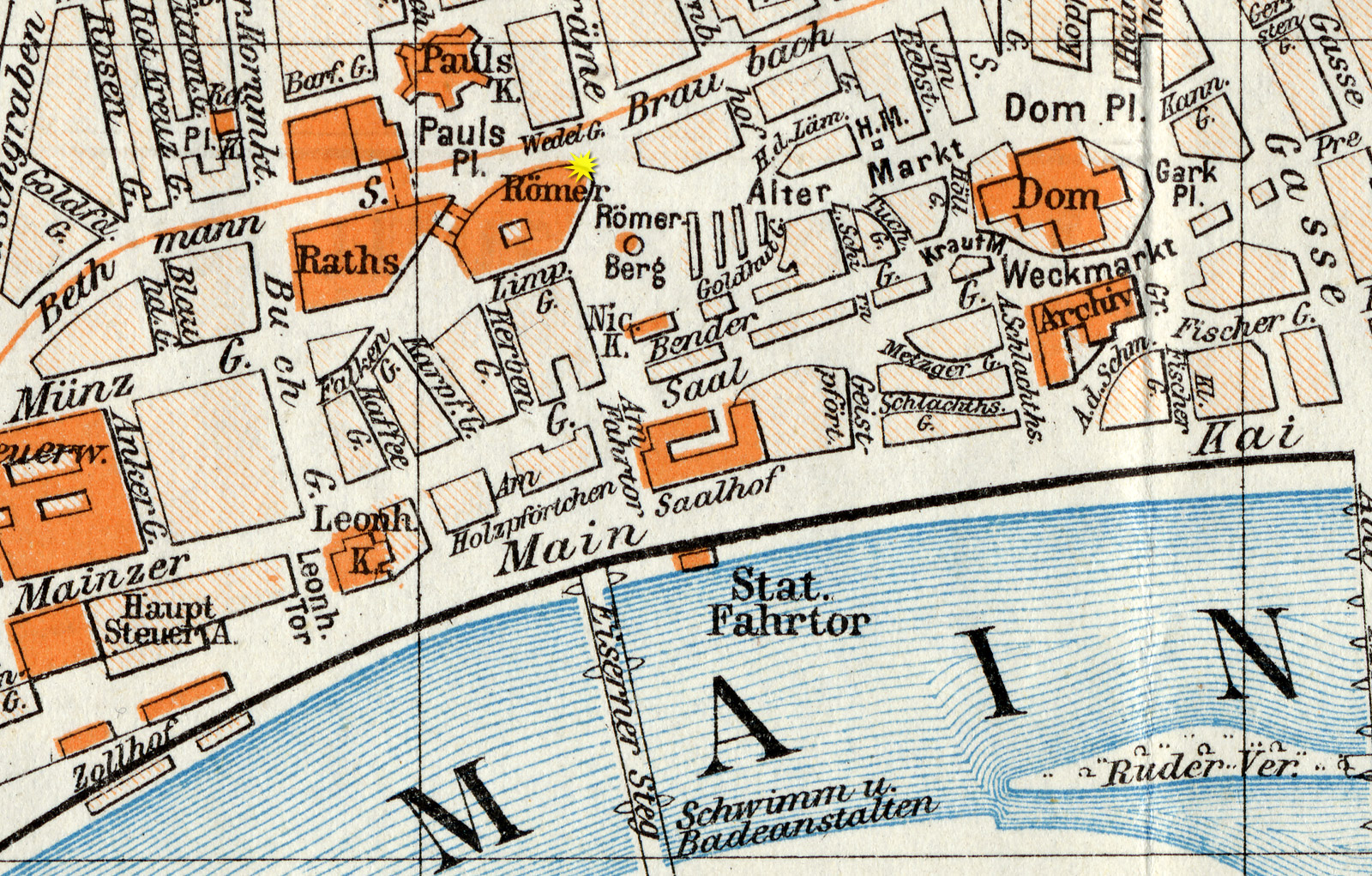
Lage des Gebäudes in der Frankfurter Altstadt, Plan um 1900

Das Salzhaus ist ein historisches Gebäude in Frankfurt am Main. Es bildet den nordöstlichsten, vom Römerberg aus gesehen ganz rechts gelegenen Gebäudeteil des Frankfurter Rathauskomplexes.
Das Salzhaus entstand ursprünglich um 1600 mit einer reichen Schnitzfassade an der Giebelseite, womit es nicht nur der kunsthandwerklich als der mit Abstand bedeutsamste bürgerliche Bau der Stadt, sondern auch als eine der größten Leistungen der Renaissance im deutschen Sprachraum galt. In dieser Form wurde das Gebäude im März 1944 bei einem Bombenangriff weitgehend zerstört. Der Sockel des Altbaus blieb erhalten, die Geschosse darüber wurden 1951/52 in simpler Architektursprache der Nachkriegszeit aufgebaut. Ein Wiederaufbau der historischen Fassade wurde in den 1980ern im Zuge der Rekonstruktion der Ostzeile diskutiert, aber nicht ausgeführt. Seitdem haben sich die Freunde Frankfurts dieses Themas angenommen.
Während der Giebel des Salzhauses zum Römerberg gerichtet ist, erstreckt sich die Fassade der nördlichen Traufseite entlang der Braubachstraße, die den Römerberg vom Paulsplatz trennt. Im Süden grenzt das Gebäude an das Haus Frauenstein und im Westen an das Haus Wanebach an, mit denen es im Innern seit dem 19. Jahrhundert verbunden ist. Die Hausanschrift ist Römerberg 27.

## Geschichte

### Erste Erwähnung bis 16. Jahrhundert
Die erste Erwähnung des Gebäudes geht auf eine Urkunde vom 5. Mai 1324 zurück, nach der es ebenso wie das Nachbarhaus zu dieser Zeit im Besitz der vornehmen Frankfurter Patrizierfamilie Wanebach war. Obwohl noch im Volksmund als Haus zum Hohen Homperg bekannt, eine Bezeichnung, deren Etymologie nicht völlig geklärt ist, wurde es in verschiedenen Dokumenten des 14. Jahrhunderts auch schon als Salzhaus bezeichnet, was sich vom hier stattfindenden Salzhandel ableitete.
Der Salzverkauf war ein königliches Regal, die sogenannte Salzgerechtigkeit. Sie sicherte dem König hohe regelmäßige Einnahmen. Durch Verpachtung oder Verpfändung ging das Salzregal allmählich auf den Rat der Stadt, vielleicht auch direkt in die Hände selbstständiger Kaufleute über. Ein Beweis, dass Salzhandel, in welcher Form auch immer, seit frühesten Zeiten im Haus stattgefunden hat, waren große steinerne, in den Gewölbekeller des Hauses integrierte Becken, die sich hier noch im frühen 20. Jahrhundert erhalten hatten. Ferner ist die Berufsbezeichnung des Selzers mit einem Werner Selzer neben dem Römer bereits im Jahr 1300 das erste Mal erwähnt. Aufgrund der wachsenden Stadtgröße gab es später auch andere „Salzhäuser“ in Frankfurt, bei denen diese Bezeichnung jedoch nie in den Volksmund überkam, unter anderem das Haus zum Pelikan an der Ecke der Altstadtgassen Kleiner Hirschgraben und Am Salzhaus.

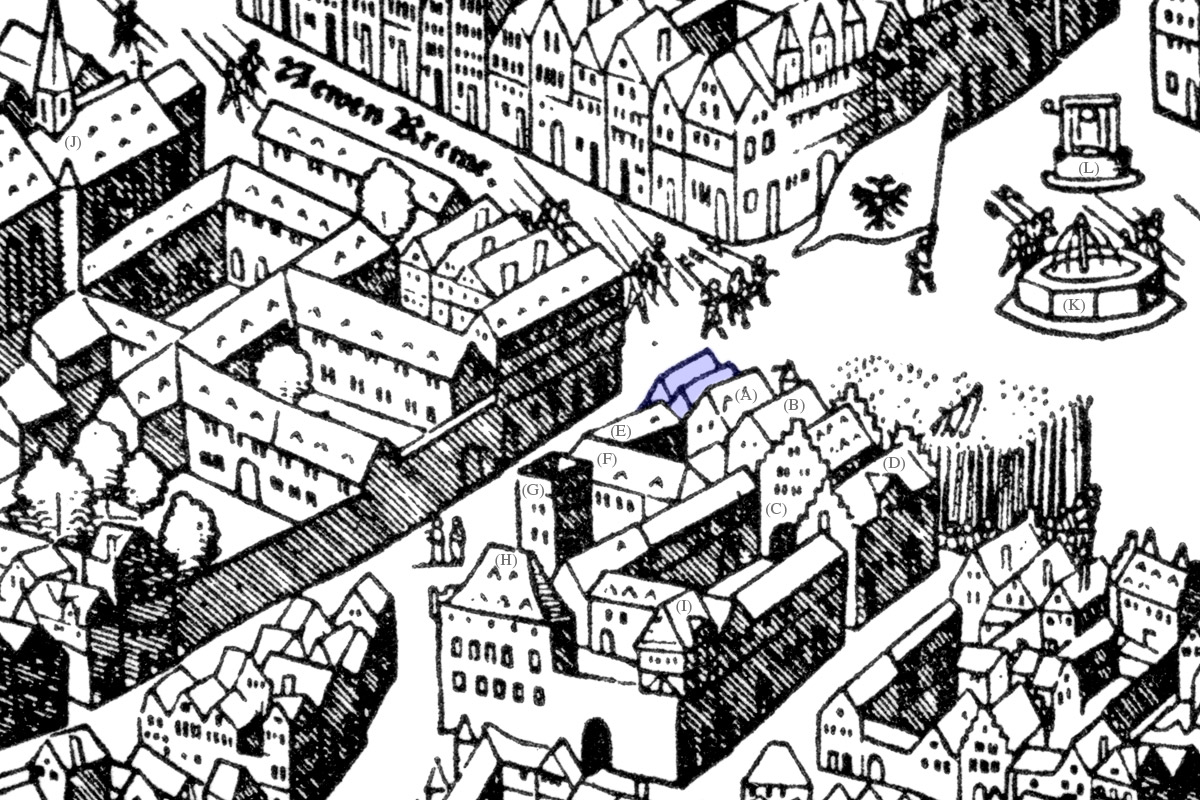
Salzhaus auf dem Belagerungsplan von Frankfurt am Main aus dem Jahr 1552

Es ist wahrscheinlich, dass sich auf der mit dem gemeinhin als Salzhaus bekannten Parzelle bis ins frühe 17. Jahrhundert hinein zwei eigenständige, entsprechend sehr schmale Fachwerkgebäude befanden. Dies zeigen sowohl Bilder des Römerbergs aus verschiedenen älteren Krönungstagebüchern als auch der Belagerungsplan der Stadt von Conrad Faber aus dem Jahre 1552, der an der Stelle des Gebäudes zwei Dachgiebel erkennen lässt. Der Plan ist aufgrund seiner zahlreichen Ungenauigkeiten ein jedoch nur wenig belastbares historisches Beweismittel. Unabhängig davon wäre die Existenz zweier Häuser die naheliegendste Erklärung für die gleichzeitige Erwähnung des Hauses zum Hohen Homperg mit dem eigentlichen Salzhaus.
Bis zum Ende des 16. Jahrhunderts finden sich nur noch drei urkundliche Nachrichten, die für die Geschichte des Bauwerks von Bedeutung sind. 1387 war das Salzhaus demnach im Besitz des Gelnhäuser Bürgers Heinrich Bredemann, der es am 6. Februar desselben Jahres an einen Wigand Dagestel verkaufte. Weiterhin versammelte sich in den Jahren 1417 bis 1423 hier die 1407 erstmals erwähnte Gesellschaft zur Goldenen Schmiede, die ihren Namen vom nahen Stammhaus mit der Anschrift Neue Kräme 17 hatte. Nach 1423 zogen sie in das benachbarte Haus Frauenstein um. Hier entwickelte sich die Gesellschaft Frauenstein zur zweiten bedeutenden Patriziervereinigung in Frankfurt nach der Adelsgesellschaft Alten Limpurg. Die Frauensteiner stellten bis in die frühe Neuzeit Dutzende Male unter anderem den Bürgermeister der Stadt.
Knapp 40 Jahre später, um 1460, unterhielt der damalige Besitzer, ein Henne Brun, im Salzhaus ein privates Schuldengefängnis. Auf Antrag des Gläubigers nahm der Rat der Stadt säumige Schuldner bis zu 4 Wochen in Haft, danach durfte ihn der Gläubiger bis zur Bezahlung der Schuld weiter festhalten, allerdings auf eigene Kosten. Hierzu dienten die im mittelalterlichen Frankfurt häufigen, durch genaue städtische Vorschriften geregelten Privatgefängnisse. Das Gefängnis im Salzhaus befand sich im Kellergewölbe, wo unter Zuhilfenahme von Holzlatten offenbar eine Art Käfig konstruiert worden war.

### Bürgermeister Kolers prächtiges Wohnhaus

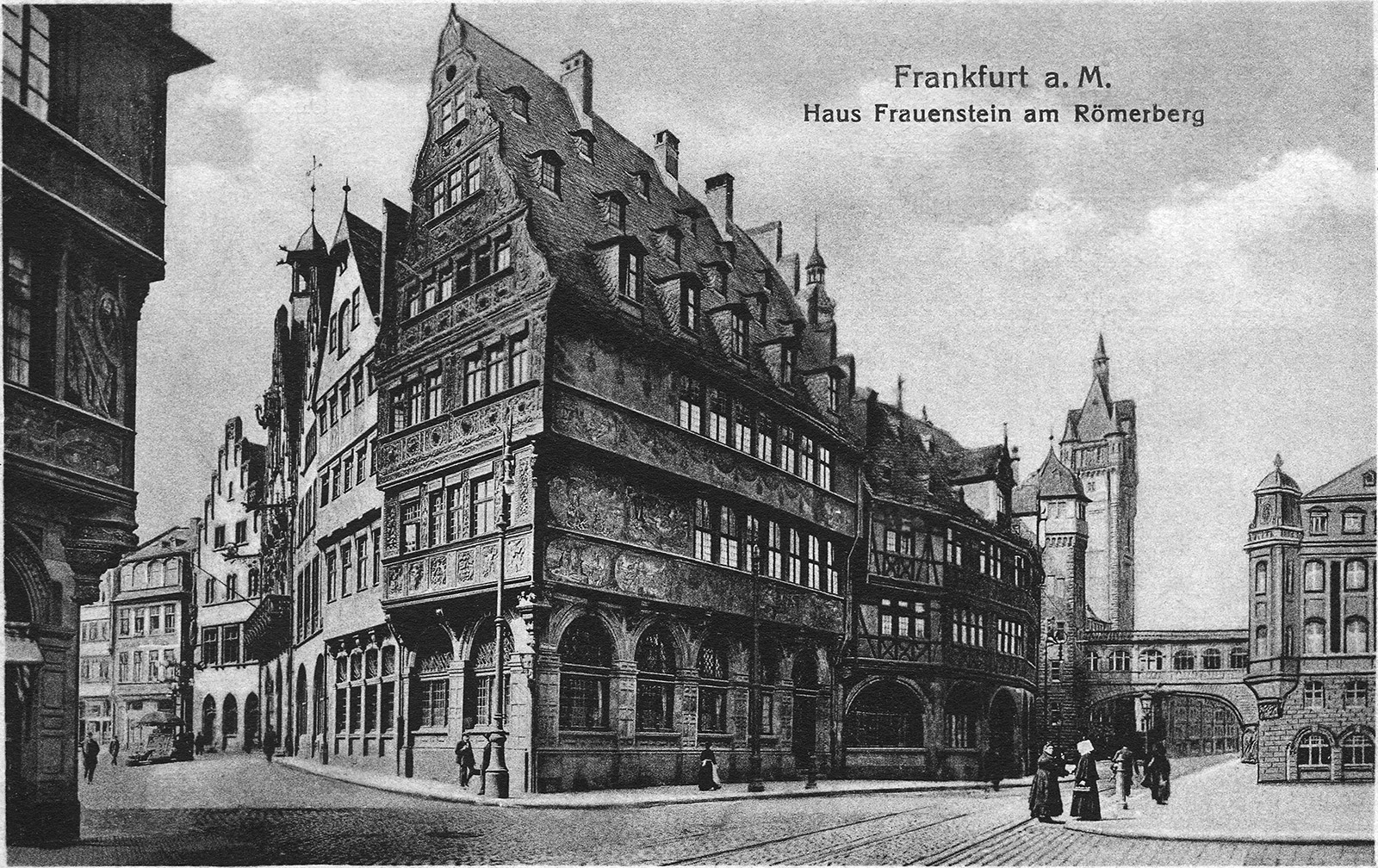
Seitenansicht des Salzhauses, rechts davon Haus Wanebach und Neues Rathaus mit dem Turm „Langer Franz“ im Hintergrund, um 1900

Anfang des 17. Jahrhunderts war das Salzhaus im Besitz von Christoph Andreas Koler, der aus Bingen stammte und durch Weinhandel ein beträchtliches Vermögen erworben hatte. Wahrscheinlich kurz nach 1595 ließ er sein Wohnhaus im Stil der Spätrenaissance komplett umgestalten, wahrscheinlich sogar komplett neu errichten. Bestätigt wird dies durch enge stilistische Verwandtschaft mit dem nahen, auf 1595 datierten Haus Silberberg, Bilder aus zeitgenössischen Krönungstagebüchern und spätestens den Plan der Stadt von Matthäus Merian aus dem Jahr 1628, die das Salzhaus als alleiniges Gebäude zeigen.
Das Salzhaus galt fortan als eines der schönsten Gebäude Mitteleuropas: zum einen erhielt die zum Römerberg gewandte Ostfassade des Gebäudes vermutlich durch den Memminger Bildhauer Johann Michael Hocheisen einen in der deutschen Renaissance sehr selten gebliebenen, ganzheitlichen Schnitzschmuck. Die zur damals engen Wedelgasse gelegene Nordfassade wurde dagegen verputzt und mit Fresken geschmückt, die Motive aus der griechischen Mythologie und der Bibel aufgriffen.

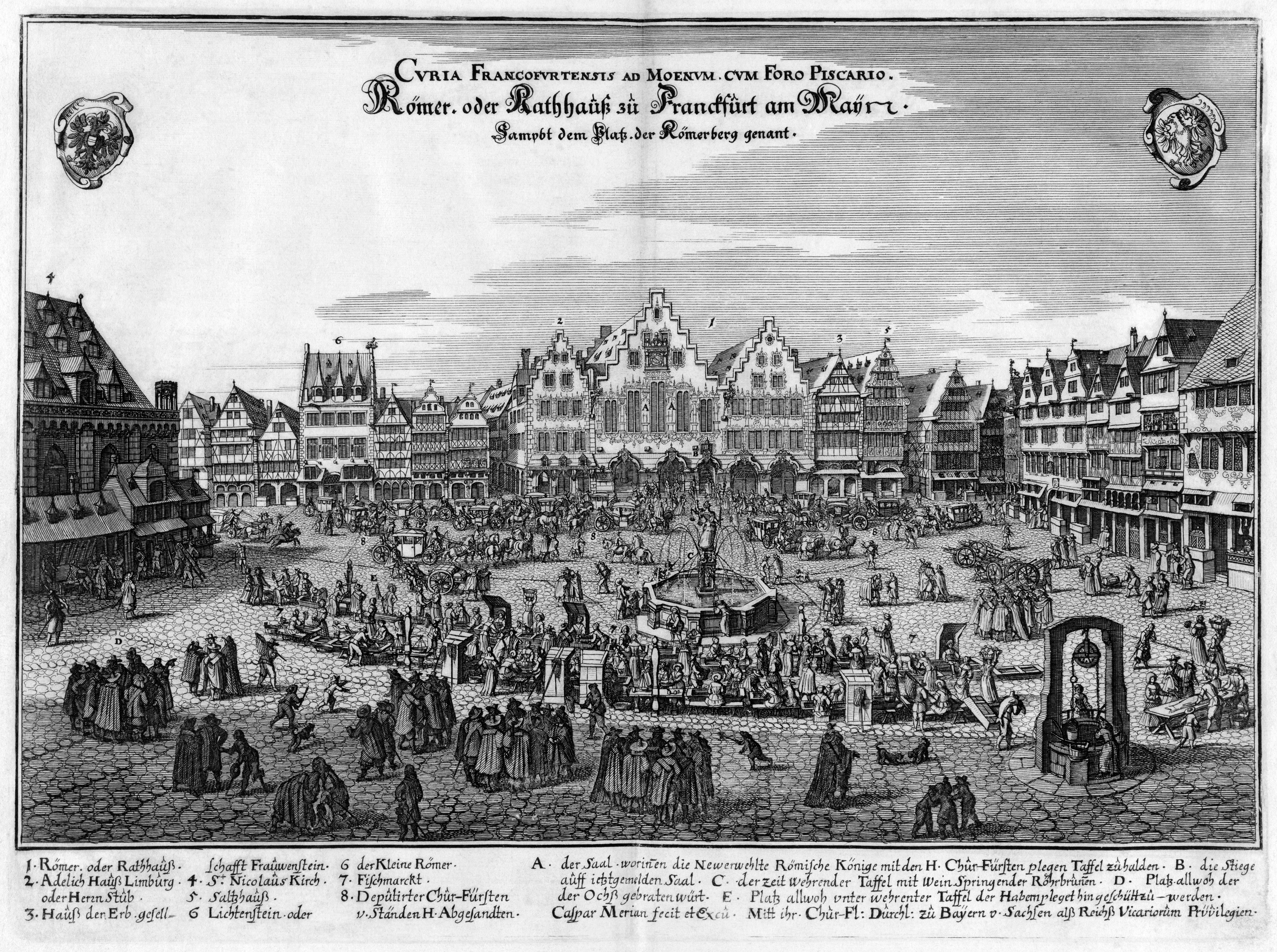
Krönungsbild von 1658

Die Fassade zum Römerberg war zudem in den Frankfurter Farben rot, weiß und gold gefasst, wie ein handkolorierter Kupferstich aus dem Krönungsdiarium Joseph I. von 1705 zeigt, und auch durch den Fund von Farbresten bei der Renovierung des Gebäudes Ende des 19. Jahrhunderts belegt wurde. Einer Legende nach färbte sich das Holz schwarz, als Kolers Frau starb und die Fassade dem Brauch nach für den Trauerzug mit schwarzen Tüchern abgehängt worden war. Dem widerspricht allerdings, dass seine Frau bereits 1613 gestorben war. Der reale Hintergrund für ein etwaiges bewusstes Ablaugen der Farben dürfte wohl am ehesten in klassizistischen Bestrebungen der zweiten Hälfte des 18. Jahrhunderts zu suchen sein, als man vielfach versuchte, Fachwerkbauten das Äußere von Steinbauten zu geben.
Während des Fettmilch-Aufstandes schloss Koler sich den rebellierenden Zünften an und wurde 1612 jüngerer Bürgermeister. Als sich im Verlaufe des Jahres 1614 das Ende des Aufstands abzeichnete, bei dessen Unterstützung er fast sein gesamtes Vermögen verloren hatte, floh er aus der Stadt und entging so auch seiner Bestrafung. 1616 machte er schließlich Bankrott und ging zurück in seine Heimatstadt, wo er zum katholischen Glauben übertrat und bis zu seinem Tod als Verwalter eines Klosters tätig war.

### Nach der Ära Koler bis zum 19. Jahrhundert
Wenig ist über die Geschichte des Salzhauses in den folgenden zwei Jahrhunderten bekannt. Aufgrund seiner repräsentativen Gestaltung, den geräumigen Kellern, der Verfügbarkeit eines Ladens im Erdgeschoss und nicht zuletzt der optimalen Lage am Römerberg wegen dürfte es fast ausschließlich im Besitz reicher Frankfurter Kaufmannsfamilien gewesen sein.
Historisch belegbar ist, dass 1637 im Salzhaus der reiche Seiden- und Tuchhändler Melchior Sultzer starb, und 1718 Friedrich Freyer im Haus eine Strumpfhandlung begründete, die das damals umfangreichste Geschäft ihrer Art in Frankfurt war. Aufgrund seines geschäftlichen Erfolgs besaß er bald große Werkstätten in Offenbach und Hanau und hinterließ seiner Witwe bei seinem Tod 1752 ein gewaltiges Vermögen in Höhe von 212.000 Reichstalern.

### Stadtbesitz und Renovierung

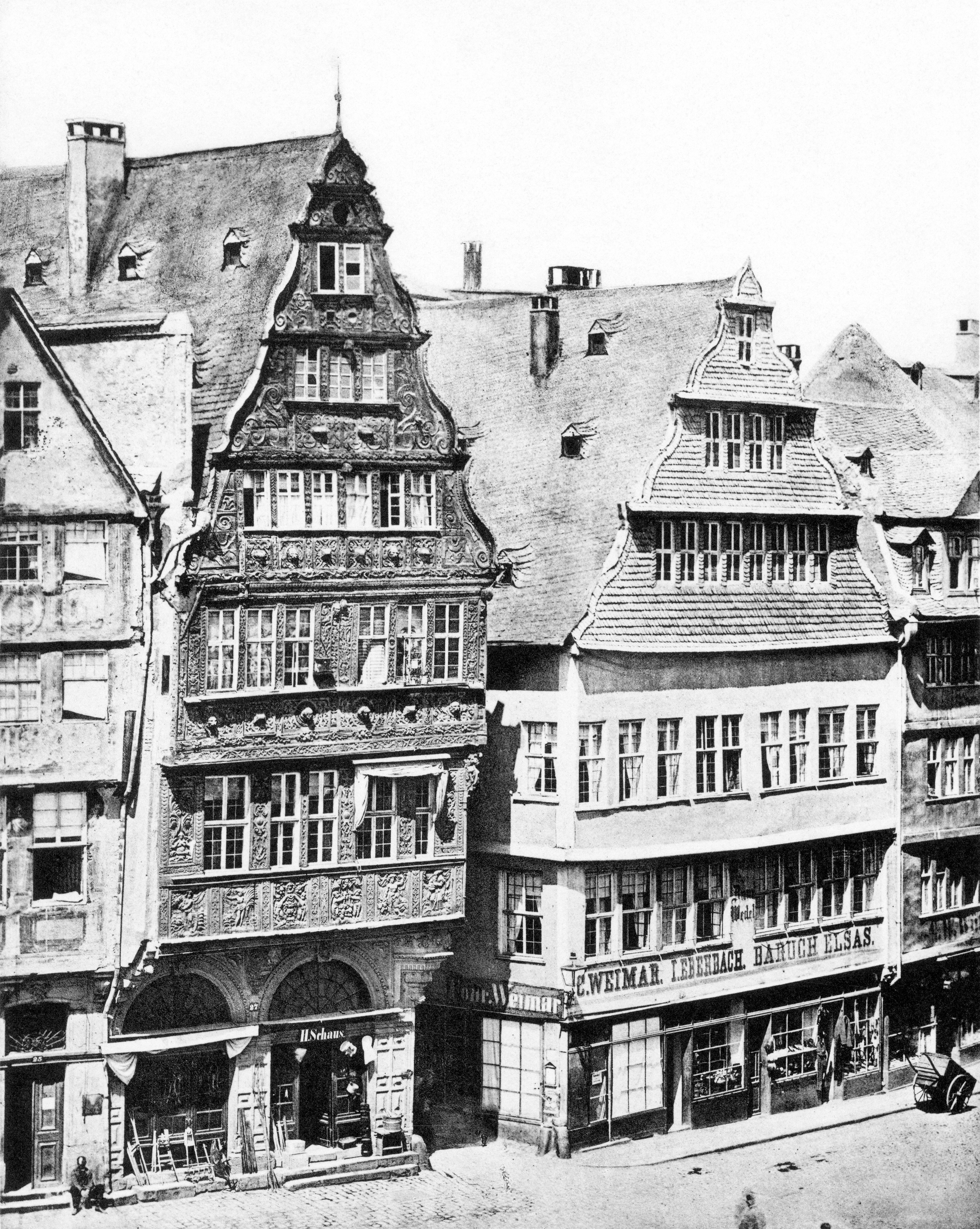
Haus Frauenstein, Salzhaus und Haus zum Wedel, 1860
(Fotografie von Carl Friedrich Mylius)

Am 1. Mai 1843 erwarb die Stadt das Haus zum Preis von 32.000 Gulden von seiner letzten Besitzerin, der Bürgerswitwe Sara Catharina Lindheimer. Die alteingesessene Familie Lindheimer war u. a. mit der Familie Goethes verwandtschaftlich verbunden. Zusammen mit dem angrenzenden, im selben Jahr erworbenen Haus Frauenstein integrierte man das Salzhaus in den Gebäudekomplex um den Römer. Der 1866 erfolgte Abriss des Hauses zum Wedel, das es seit Jahrhunderten nördlich flankierte, rückte es zudem in einen neuen städtebaulichen Zusammenhang, als nun die einst ebenfalls prächtig verzierte Nordseite sichtbar wurde.
In den Jahren 1887 bis 1888 wurde die mittlerweile dringend nötig gewordene Renovierung unter der Leitung von Stadtbauinspektor Adolf Koch angegangen. Die modulartige Konstruktion der Eichenholztafeln des ersten Geschosses machte es bei diesen einfach, sie abzunehmen und in die Werkstätten von Schreinern und Bildhauern zu bringen, wo sie aufwändig restauriert wurden. Es zeigte sich, dass bei der vorangegangenen, der Giebelinschrift nach 1707 erfolgten Renovierung des Gebäudes, angegriffene Stellen durch Tannenholz ersetzt worden waren.

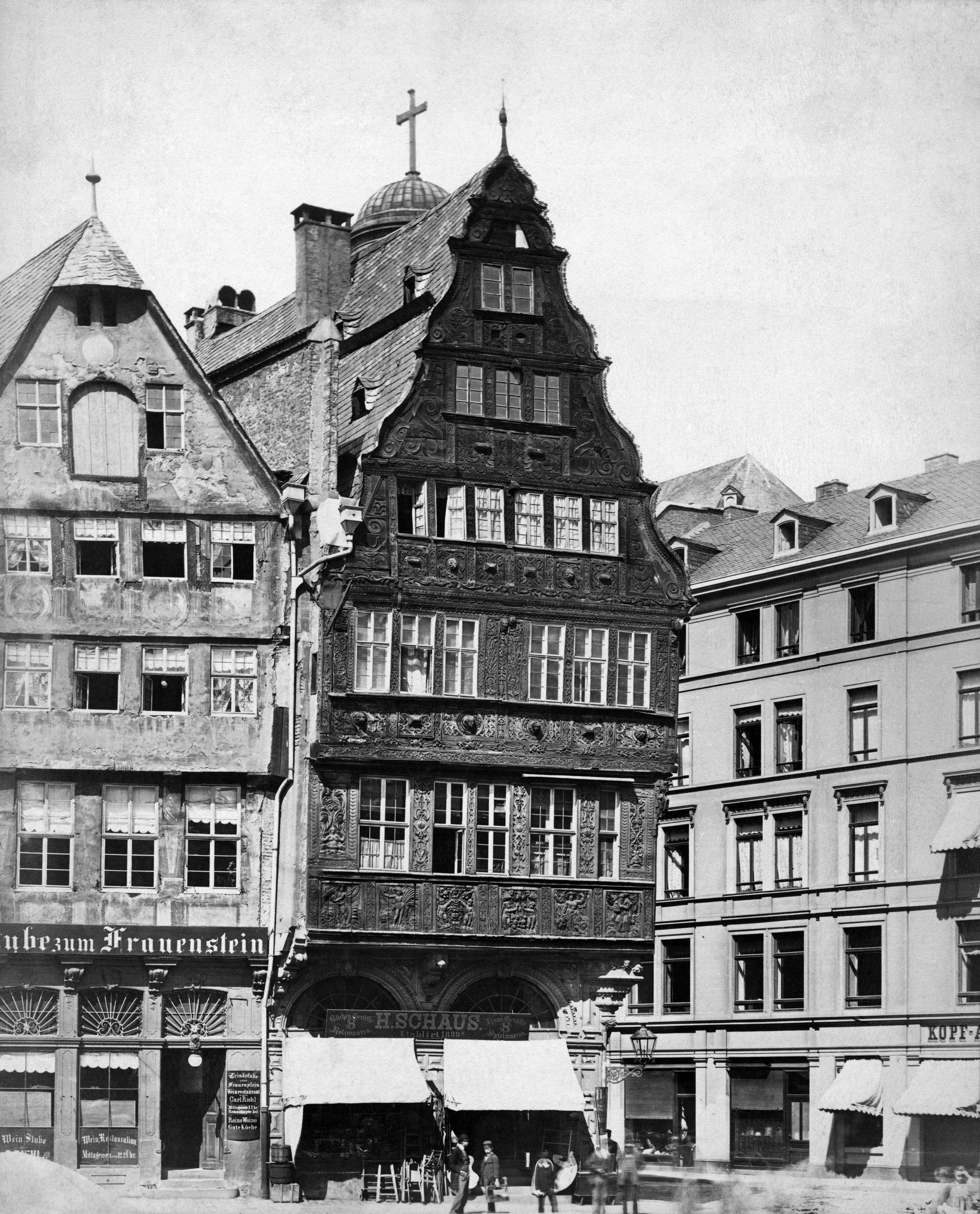
Das renovierungsbedürftige Salzhaus, vor 1887

Dieses aus späterer Sicht als fehlerhaft erkannte Vorgehen hatte das Problem der im Holz fortschreitenden Fäulnis weiter verschärft und die Fachwerkkonstruktion, statisch betrachtet, an den falschen Stellen belastet. Den Folgen, angebrochenen Balken an der gesamten Konstruktion, war durch aufgenietete Metallbänder oder zusätzliche, untergelegte Balken entgegengesteuert worden. Tragende Elemente mussten daher an vielen Stellen vollständig ersetzt werden. An den Stellen am Haus, wo Substanzverlust aufgetreten war, wurde dieser mit einem Kitt aus Eichenspänen und verschiedenen Beimischungen aufgefüllt und die entsprechenden Partien nachgeschnitzt.
Die Fresken an der Nordfront des Gebäudes waren zum Zeitpunkt der Umbauarbeiten so stark verwittert, dass man sich entschied, sie nicht zu restaurieren, sondern vollständig zu ersetzen. Nachdem man detaillierte Skizzen der Bilder gefertigt hatte, wurde der alte Verputz entfernt und vollständig ersetzt. Dabei trug man den neuen Verputz auf ein über das Fachwerk gespanntes, verzinktes Drahtnetz auf, um zukünftigen Verwitterungsschäden vorzubeugen. Erst nachdem der Putz vom Sommer 1887 bis 1888 etwa ein Jahr lang getrocknet war und sich in seiner Festigkeit bewährt hatte, malte man die vorher dokumentierten Bilder unter Verwendung beständiger Mineralfarben neu auf. Schließlich wurde das den Giebel umrankende Blattwerk, von dem nur noch wenig vorhanden war, anhand der verbliebenen Reste kopiert und vollständig ersetzt.
Um 1890 bezogen städtische Bedienstete das nun wieder in altem Glanz erstrahlende Salzhaus. Zunächst waren hier die Militärkommission und Teile des Statistischen Amts untergebracht, wenig später Dienststellen des Städtischen Gesundheitsamtes.

### Die Zerstörung im Zweiten Weltkrieg
Im Zweiten Weltkrieg zeichnete sich spätestens ab Juli 1942 ab, dass auch Frankfurt zum Ziel von schweren Bombenangriffen werden würde. Ein großer Teil der historisch bedeutenden Bauten in der Frankfurter Altstadt wurde daraufhin dokumentiert und unbewegliche Kunstdenkmäler eingemauert oder ausgelagert. Darunter befanden sich auch alle abnehmbaren Relieftafeln des Salzhauses – einzig die in die tragenden Balken des eigentlichen Fachwerkhauses eingearbeiteten Schnitzereien mussten vor Ort verbleiben.
Am 5. Oktober 1943 traf der erste schwere Bombenangriff die Innenstadt. Brandbomben verwüsteten das Innere des Römers und des Bürgersaales. Das benachbarte Salzhaus blieb zunächst verschont. Am 18. März 1944 griffen etwa 750 Flugzeuge die östliche Innenstadt an. Wieder blieb das Salzhaus unbeschädigt, obwohl die auf der gegenüberliegenden Straßenseite liegende Paulskirche getroffen wurde und vollkommen ausbrannte.
Am 22. März traf der schwerste Luftangriff die Altstadt. Mehr als siebentausend Gebäude wurden zerstört oder schwer beschädigt. Auch das Salzhaus wurde von Brandbomben getroffen und brannte nieder. Die gesamte Innenausstattung ging verloren, lediglich Reste des steinernen Untergeschosses blieben stehen.

### Wiederaufbau und Gegenwart
1946 begann man mit der Trümmerbeseitigung in der Altstadt. Bis 1950 waren Schutt und Ruinen vollständig verschwunden. Erst 1952 wurde die bereits 1945 verhängte Bausperre für die Altstadt aufgehoben. Inzwischen war die Entscheidung für einen modernen, an den damaligen Vorstellungen von Städtebau orientierten Wiederaufbau gefallen. Im Mai 1952 begannen die Arbeiten zum Wiederaufbau der Altstadt, 1954 waren sie im Wesentlichen abgeschlossen.
Trotz des raschen Wiederaufbaus gab es um 1950 eine ernsthafte Diskussion über das Für und Wider einer etwaigen Rekonstruktion des Salzhauses. Nicht unwesentliche Teile der Schnitzfassade waren gerettet worden, und die Quellenlage bezüglich der Fassadenmalereien zur Braubachstraße aufgrund der erst einige Jahrzehnte zurückliegenden Restaurierungen vergleichsweise gut. Auf der anderen Seite stand eine Architektenschaft und auch große Teile der Politik, die „Historizismus romantischer Art“ (Oberbürgermeister Kurt Blaum) gegenüber ablehnend eingestellt waren, und eine immer noch große Material- und Finanzknappheit.
Die Mehrzahl der zunächst vorgelegten Entwürfe sah für das Salzhaus entsprechend einfache und billig zu errichtende kubistische Bauten vor, gegen die man sich seitens der Politik aber bereits im Januar 1951 zugunsten von Giebelbauten entschied, um die Symmetrie der Erscheinung zum Römerberg hin zu wahren. Der Streit um einen originalgetreuen Wiederaufbau des Römerkomplexes zog sich noch bis in den Mai 1951, als das Konzept der Architekten Otto Apel, Rudolf Letocha, William Rohrer und Martin Herdt nach einigen Änderungen endgültig von der Stadtverordnetenversammlung bewilligt wurde.
Der ohne einen Gesamtplan verfolgte Wiederaufbau der Altstadt, der das Bild der Frankfurter Innenstadt bis heute in weiten Teilen prägt, hat in der Mehrzahl vor allem schlichte Zweckbauten ohne Wiedererkennungswert hinterlassen. Das bis Herbst 1952 fertiggestellte „neue Salzhaus“ ist dagegen zu der geringen Anzahl von Bauten der frühen 1950er Jahre zu zählen, die als künstlerische Eigenleistungen einer vor allem von materiellen Zwängen bestimmten Zeit zu betrachten sind. Zu dieser Gruppe sind beispielsweise noch das Junior-Haus (1951) am Kaiserplatz, das Chemag-Haus (1952) in der Senckenberg-Anlage oder auch das Rundschau-Haus (1953) an der Ecke Große Eschenheimer Straße und Stiftstraße zu rechnen, wobei letzteres 2004 trotz Denkmalschutzstatus wieder abgerissen wurde.

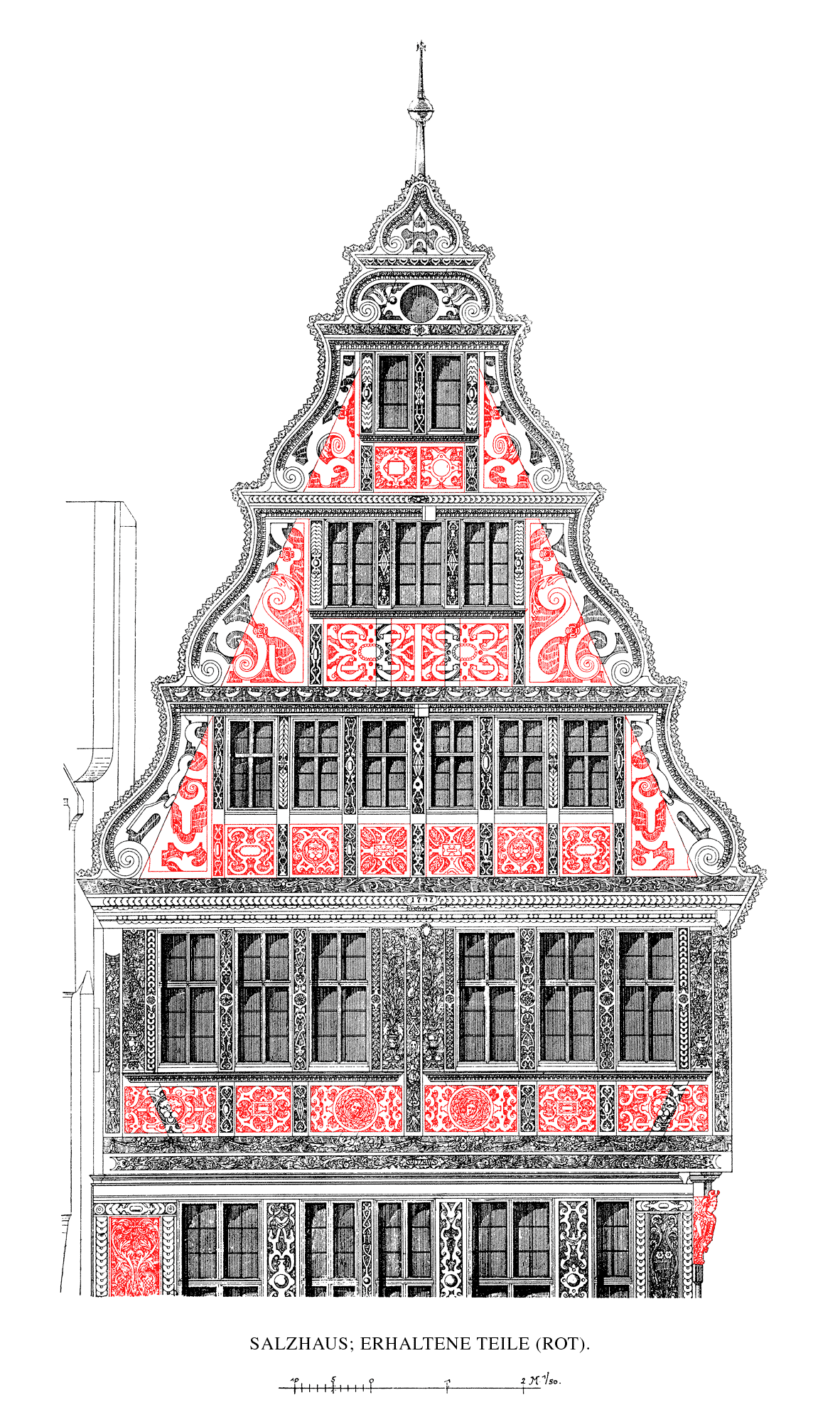
Erhaltene Teile der Fassade

Rücksichtnahme auf die Historie des Ortes ist jedoch selbst unter diesen hervorragenden Bauwerken eine Seltenheit. Nicht so beim Salzhaus: Das vom Vorgängerbau übernommene originale Erdgeschoss, die beim Neubau verwandten Spolien, das traditionelle, schiefergedeckte Giebeldach sowie Gliederung und Maßstäblichkeit des Eisenbetonbaus zitieren das historische Vorbild. Die Ornamentik und das den Wiederaufbau der Stadt symbolisierende Wandbild an der Nordseite gelten als eine bedeutende Neuschöpfung der Nachkriegszeit. Die hierdurch gestiftete Identität knüpft zudem direkt an die typische Charakteristik der überwiegend spätgotischen Frankfurter Altstadthäuser an, wo ein jedes Gebäude trotz meist schlichtem Äußeren als Individuum auszumachen war. Die Fassade des Römerkomplexes mit ihren fünf Giebeln wurde deshalb nach dem Wiederaufbau erneut zu einem Wahrzeichen Frankfurts.
Der originale historische Bau ist dennoch bis heute nicht aus dem kollektiven Gedächtnis der Stadt verschwunden. So gab es noch in den 1980er Jahren in der Bürgerschaft Bestrebungen, auch das Salzhaus im Zuge der Rekonstruktion der Ostzeile des Römerbergs originalgetreu wieder zu errichten, was einzig am Geldmangel scheiterte.
Eine Ausstellung der Fragmente im Historischen Museum Frankfurt im Dezember 2004 belegte zudem, dass im Zweiten Weltkrieg längst nicht soviel Bausubstanz verlorenging, wie allgemein angenommen – noch rund 60 % der Fassade sind unversehrt in städtischen Magazinen eingelagert. 2008 wurde anlässlich der geplanten Rekonstruktion einiger bedeutender Frankfurter Bürgerhäuser auf dem Areal des ab 2009 abzureißenden Technischen Rathauses die Dokumentation Spolien der Frankfurter Altstadt veröffentlicht. Sie zeigt auch erstmals einen Bestandsplan der erhaltenen Fassadenteile des Salzhauses, die laut der Studie „als herausragende Spolien in den Neubau des Historischen Museums eingearbeitet werden sollen“.
Anfang Juli 2008 rief Stadtrat Edwin Schwarz über die Presse die Bevölkerung in und um Frankfurt dazu, mögliche in Privatbesitz befindliche Altstadtspolien zu melden. In diesem Zusammenhang wurde im Mai 2009 die Existenz eines weiteren erhaltenen Originalteils des Salzhauses bekannt. Es handelt sich um eine geschnitzte Eichenholzzierleiste mit Eierstabprofil, die ursprünglich unter den Fenstern des ersten Obergeschosses saß.
Heute dient das Salzhaus der Stadt als Verwaltungsgebäude. Im Erdgeschoss befindet sich ein Informationszentrum für Touristen.

## Architektur

### 17. Jahrhundert bis zum Zweiten Weltkrieg

#### Steinernes Erdgeschoss

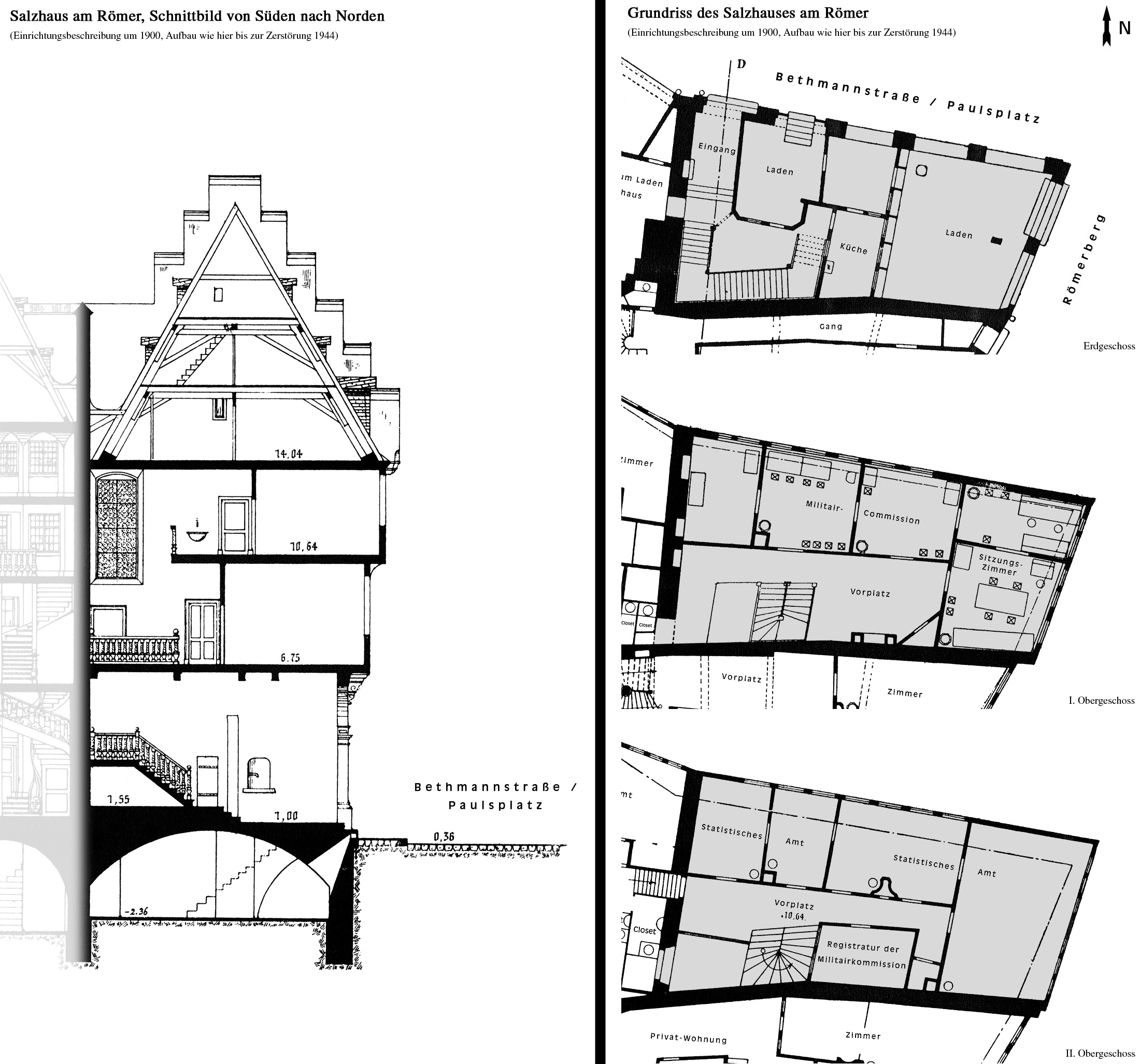
Querschnitt und Grundrisse, um 1890

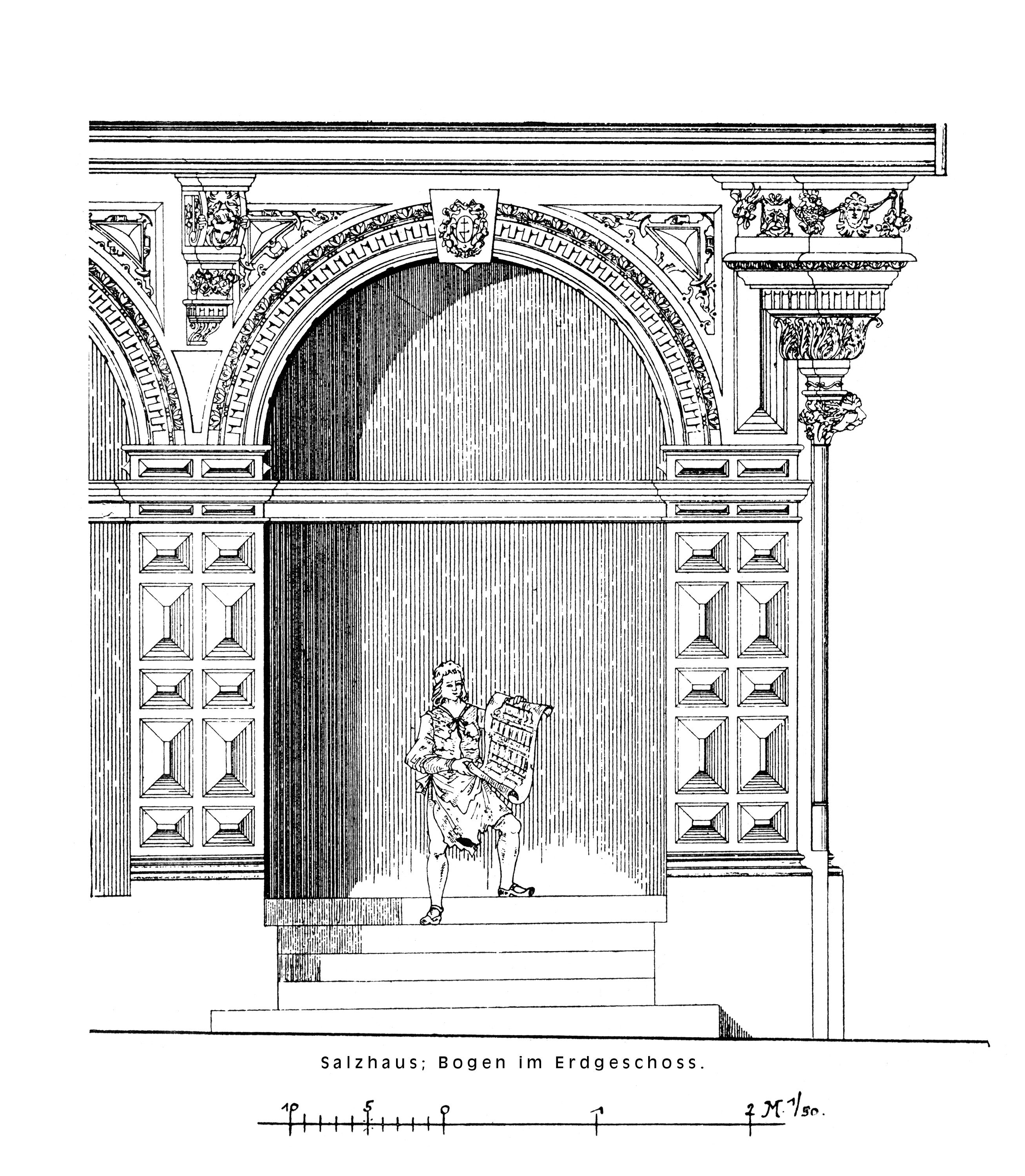
Aufmaß einer Erdgeschossarkade, um 1890

Wie die meisten Bauten der einstigen Frankfurter Altstadt war auch das Salzhaus auf einem massiven Erdgeschoss aus rotem Mainsandstein errichtet. Als einziger fast ganzheitlich bis in die Gegenwart erhaltener Gebäudeteil offenbart sich an ihm auch heute noch die Meisterschaft des Frankfurter Steinmetzhandwerks. Ein weiteres Merkmal, das das Gebäude mit anderen in die Stilepoche fallenden, größtenteils untergegangenen Frankfurter Bauten (z. B. der Goldenen Waage) gemein hat, ist die Auflösung des Erdgeschosses in Arkaden mit reichverzierten Bögen. Dazwischen verlaufen die statisch eigentlich bedeutsamen Pfeiler bis zu den Kragsteinen, auf denen ursprünglich die Fachwerkobergeschosse auflagen.
An der zum Römerberg gewandten Ostseite des Gebäudes befinden sich zwei Arkadenbögen mit entsprechend drei Pfeilern, an der zur Braubachstraße bzw. dem Paulsplatz gewandten Seite fünf Arkadenbögen mit sechs Pfeilern. Die Pfeiler sind jeweils mit doppelten Reihen abwechselnd hoher und flacher Diamantquader verziert; die attische Profilierung der Basis, die sich auch am Kapitell wiederfindet, ist bis in die Innenflächen fortgeführt. An der dünnen, dem Kapitell aufliegenden Kämpferplatte fällt auf, dass hier die Diamantierung ebenfalls bis in die Innenflächen der jeweiligen Pfeiler fortgeführt ist.

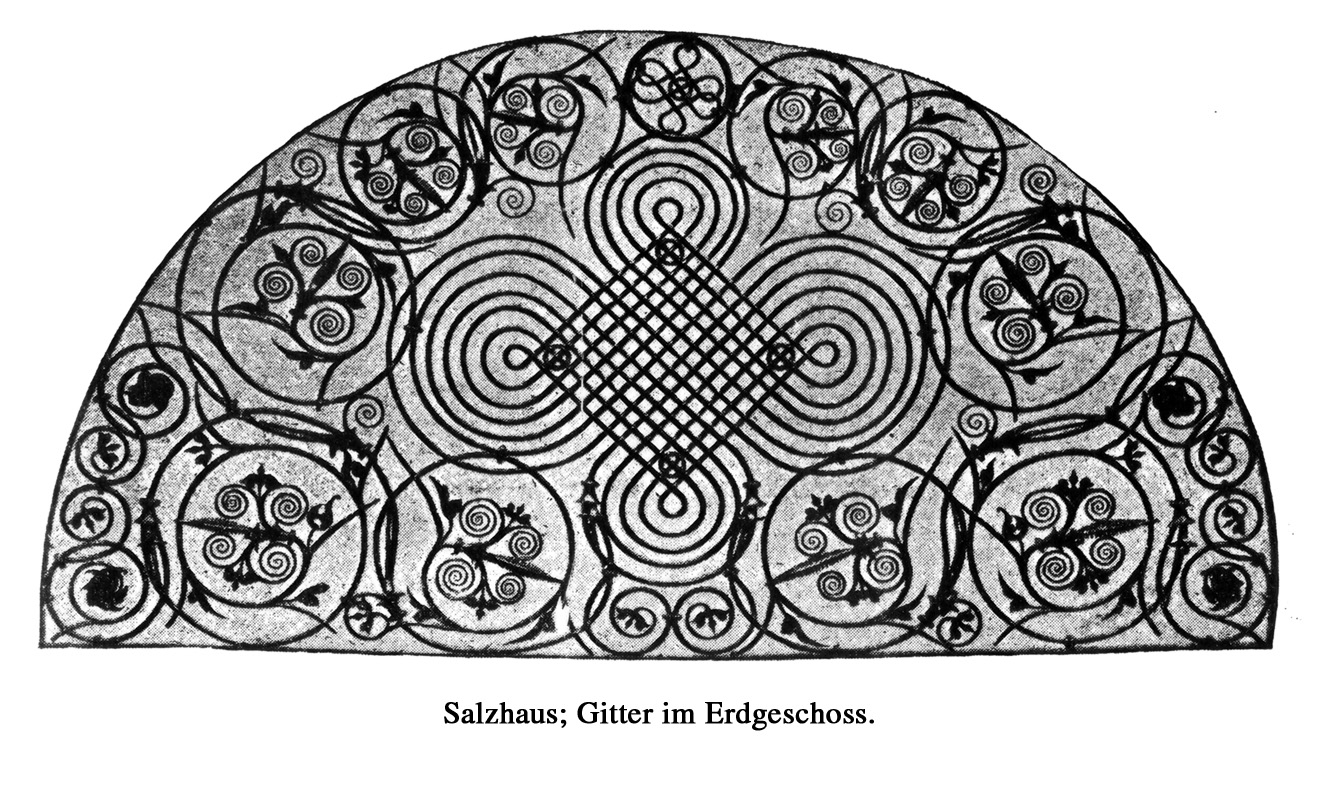
Gitter eines Oberlichts des Erdgeschosses, um 1890

Die sich von Kämpfer zu Kämpfer spannenden Bögen der Römerberg-Front sind auf der Innenseite mit Ornamentbahnen in Zahnschnitt, gefolgt von Eierstab an der Außenseite geschmückt; an der einfacher gestalteten Nordseite ist dort nur ein Zahnschnitt-Profil zu sehen. Die Oberlichter der Bogenfelder waren einst mit schmiedeeisernen, in Durchsteckarbeit gefertigten Gittern von aufwändiger Ornamentik geschmückt, die heute in stark vereinfachter Form erscheinen. Es bleibt hier mangels Informationen nur zu vermuten, dass sie infolge der ungeheuren Hitze, die durch das Niederbrennen der darüberliegenden Gebäudeteile 1944 entstand, geschmolzen oder durch herabstürzende Gebäudeteile irreparabel geschädigt worden sind.
Auch die Kragsteine unterscheiden sich in ihrer Gestaltung an Ost- und Nordseite des Gebäudes, nicht jedoch in ihrer herausragenden handwerklichen Qualität. An der Nordseite befindet sich jeweils unter einer profilierten Deckplatte ein Rechteckkörper, vor den eine kräftige Volute mit seitlicher Akanthusblattverzierung gesetzt ist, an der Vorderseite befindet sich je ein menschlicher oder ein Löwenkopf; unterlegt von einer weiteren Volutenkonsole mit eigener Deckplatte. Die Römerberg-Ostseite dagegen besitzt zwei Kragsteine, wo unter einer einfachen Deckplatte je ein Viertelkreiskörper mit Menschenkopf zu sehen ist, der auf einem Unterteil mit Akanthus-, Zahnschnitt- und Früchteverzierungen aufbaut. Auch der zeittypisch sehr massive Eckkragstein bedient sich in seiner reichen ornamentalen Verzierung des Formenkanons der Renaissance, der bemerkenswerte obere Bereich zeigt Satyrmasken zwischen Früchten. Letztere wiederholen immer wieder das Motiv der Weintraube, ein deutlicher Hinweis auf den vermuteten Erbauer, der sein Vermögen durch Weinhandel erworben hatte.

#### Der Fachwerkbau
Über dem steinernen Erdgeschoss erhob sich der Fachwerkteil des Gebäudes in zwei jeweils nach Norden wie nach Osten auskragenden Ober- und darüber drei Giebelgeschossen. Vom Erdgeschoss bis zum Giebel war das Gebäude 22 m hoch, maß an der breitesten Stelle, also auf Höhe des ersten Obergeschosses der zum Römerberg gewandten Ostseite, jedoch nur 10 m. Auch die Tatsache, dass alleine die Dachkonstruktion fast die Hälfte der gesamten Höhe des Gebäudes ausmachte, betonte die, trotz reicher Renaissanceverzierungen, im Kern noch spätgotische Kubatur.
Seit dem Abbruch des benachbarten Hauses zum Wedel im Jahre 1866 machte das Gebäude einen etwas windschiefen Eindruck. Objektiv war dies darauf zurückzuführen, dass die Obergeschosse nur nach Norden, ohne Ausgleich auf der (verbauten) südlichen Seite, vorkragten und sich die Gesamtkonstruktion über die Jahrhunderte nur sehr wenig verzogen hatte. Die scheinbare städtebauliche Abhängigkeit vom Nachbarhaus legt zunächst nahe, dass dieses zeitgleich, wenn nicht bereits davor errichtet worden war. Der auch in Details sehr genaue Plan der Stadt von Matthäus Merian aus dem Jahr 1628, in dem das Haus zum Wedel nicht zu erkennen ist, deutet dagegen auf eine Errichtung erst ab dem zweiten Drittel des 17. Jahrhunderts hin.

##### Fassade zur Braubachstraße

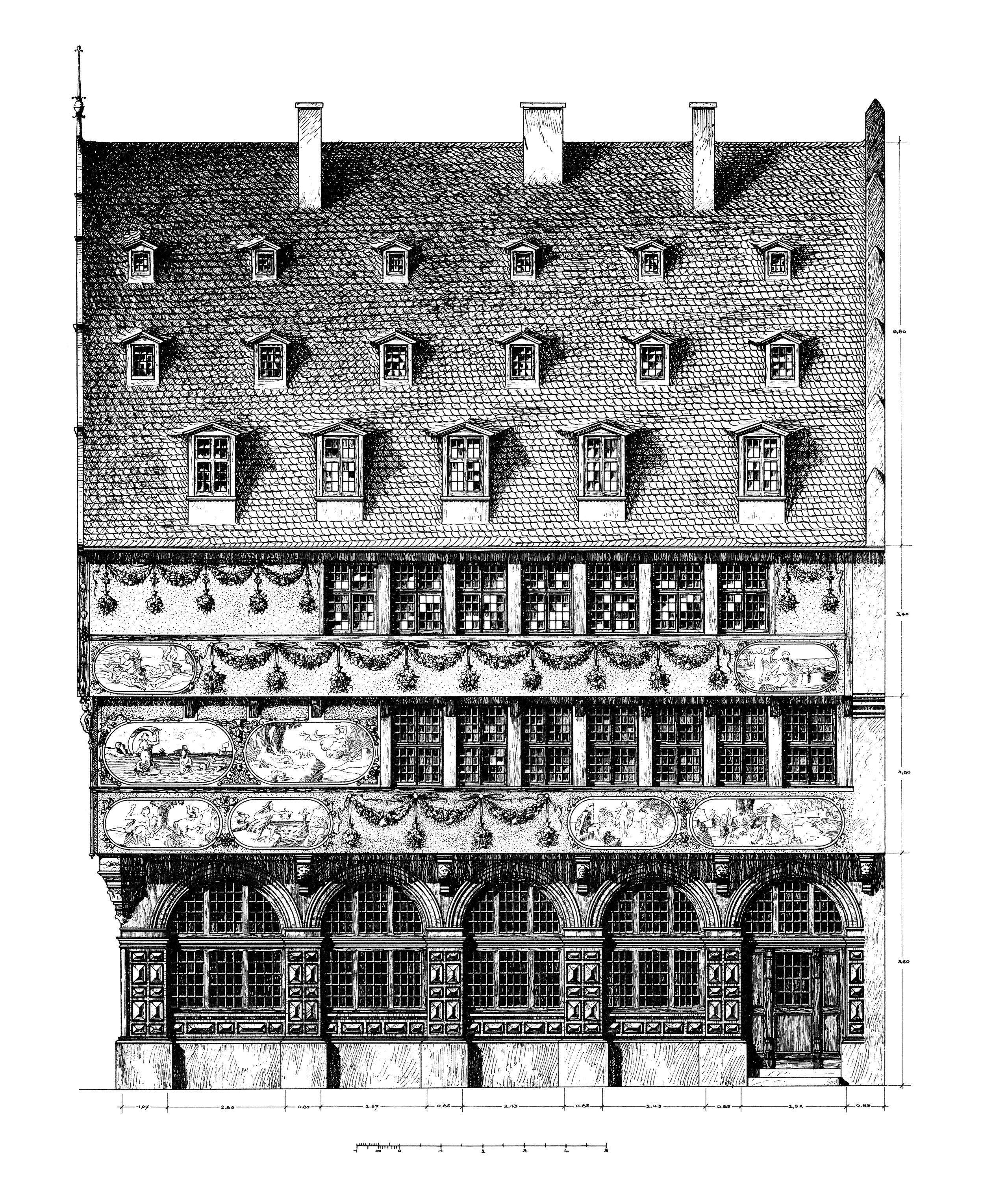
Aufmaß der Fassade zur Braubachstraße, um 1890

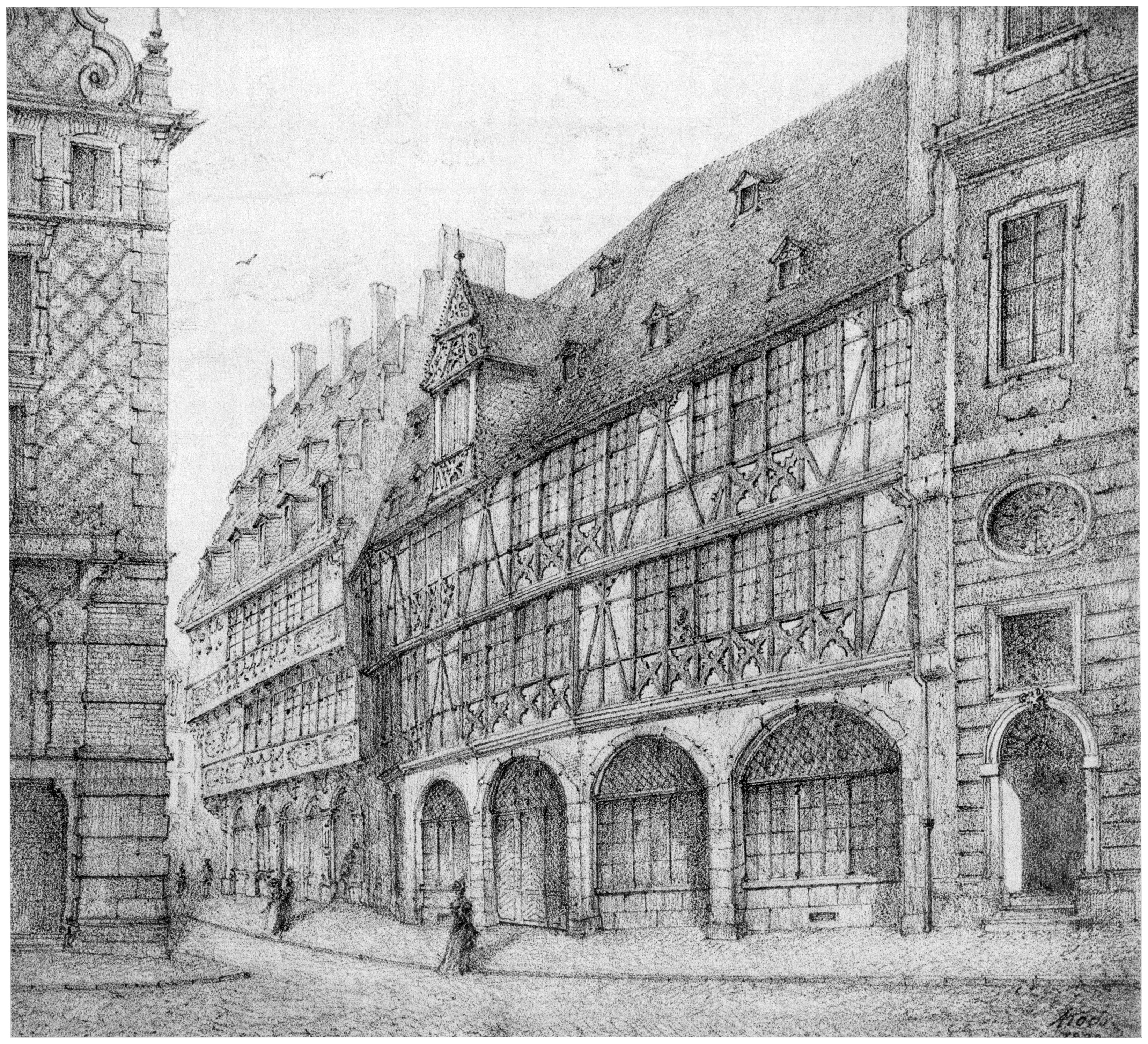
Links Salzhaus, mittig Haus Wanebach, rechts Haus zum Goldenen Schwan, Darstellung von 1893

An der zur angrenzenden schmalen Wedelgasse bzw. heute der Braubachstraße gelegenen nördlichen Langseite blieben die Gerüsthölzer des Fachwerks über beide Stockwerke ohne Schnitzerei. Stattdessen war hier der Fachwerkcharakter des Gebäudes völlig unter Putz verborgen, jedoch nicht weniger reich als die Ostfassade in Form von Fresken verziert. Zwischen den in medaillonförmigen Feldern aufgetragenen, einfarbig in grau gehaltenen Bildern war die Fläche durch aufgemalte Festons von Blumen und Früchten in Rottönen belebt.
Die eigentliche Konstruktion zeigte im ersten Stock sieben rechtsbündig gestaffelte Fenster sowie elf in regelmäßigen Abständen angeordnete Knaggen unterhalb der überkragenden Schwelle des zweiten Stocks. Hier fanden sich, wie im ersten Stock, abermals sieben Fenster, jedoch um eine Achse nach links verschoben. Das erste Dachgeschoss wurde durch fünf etwas größere, die beiden darüber liegenden Geschosse durch je sechs kleine Gauben erhellt.
Die Anordnung der bildlichen Darstellungen war, von vorne gesehen, wie folgt: je eins links und rechts unterhalb der Fenster des zweiten Obergeschosses, zwei links in Höhe der Fenster des ersten Obergeschosses, unterhalb dieser noch einmal zwei links sowie zwei rechts. Die Fresken zeigten Motive aus der griechischen Mythologie sowie aus der Aeneis des Vergil.
Im Detail waren die Motive, in der vorgenannten Reihenfolge:
- die Opferung Isaaks, als der Engel Abraham soeben die göttliche Botschaft überbringt;
- Kain und Abel;
- Galathea und Poseidon;
- der im Wald schlafende Endymion, welchem Selene naht, um ihn zu betrachten;
- Herakles, den Kentauren Nessos tötend;
- die Befreiung der an den Felsen geschmiedeten Andromeda durch Perseus;
- Paris mit dem Erisapfel, im Begriff, über die Schönheit der vor ihm stehenden drei Göttinnen Hera, Athene und Aphrodite sein Urteil abzugeben;
- und schließlich den Brand von Troja, vor dem Aeneas, seinen greisen Vater Anchises auf dem Rücken tragend, sowie sein Sohn Ascanius fliehend.

Die Vermischung von griechischer Mythologie mit biblischen Motiven deutet darauf hin, dass erstere Bilder etwas älter waren als letztere. Wenn auch nicht im konkreten Falle des Salzhauses, wohl aber in vergleichbaren Fällen in der Frankfurter Baugeschichte dokumentiert, nahm wahrscheinlich die Kirche oder ein späterer Besitzer Anstoß an den rein heidnischen Motiven. Entsprechend wurden die zwei biblischen Motive möglicherweise später hinzugefügt.
Diese Annahme wird durch die Tatsache untermauert, dass sich die beiden biblischen Motive so weit oben am Gebäude befanden, dass man sie in der schmalen und dunklen Wedelgasse von Bodenhöhe aus kaum richtig erkennen konnte. Auch widerspricht es dem ansonsten am Haus, insbesondere der Schnitzfassade verfolgten Gestaltungsgrundsatz, den Detailreichtum mit zunehmendem Abstand vom Boden zu reduzieren. Die nördliche Hausseite war jedoch erst nach dem Abbruch des Hauses zum Wedel 1866 sowie der Rekonstruktion ihrer Fresken anhand erhaltener Farbreste (s. geschichtlicher Teil) wieder in der ursprünglichen Form zu sehen.

##### Fassade zum Römerberg

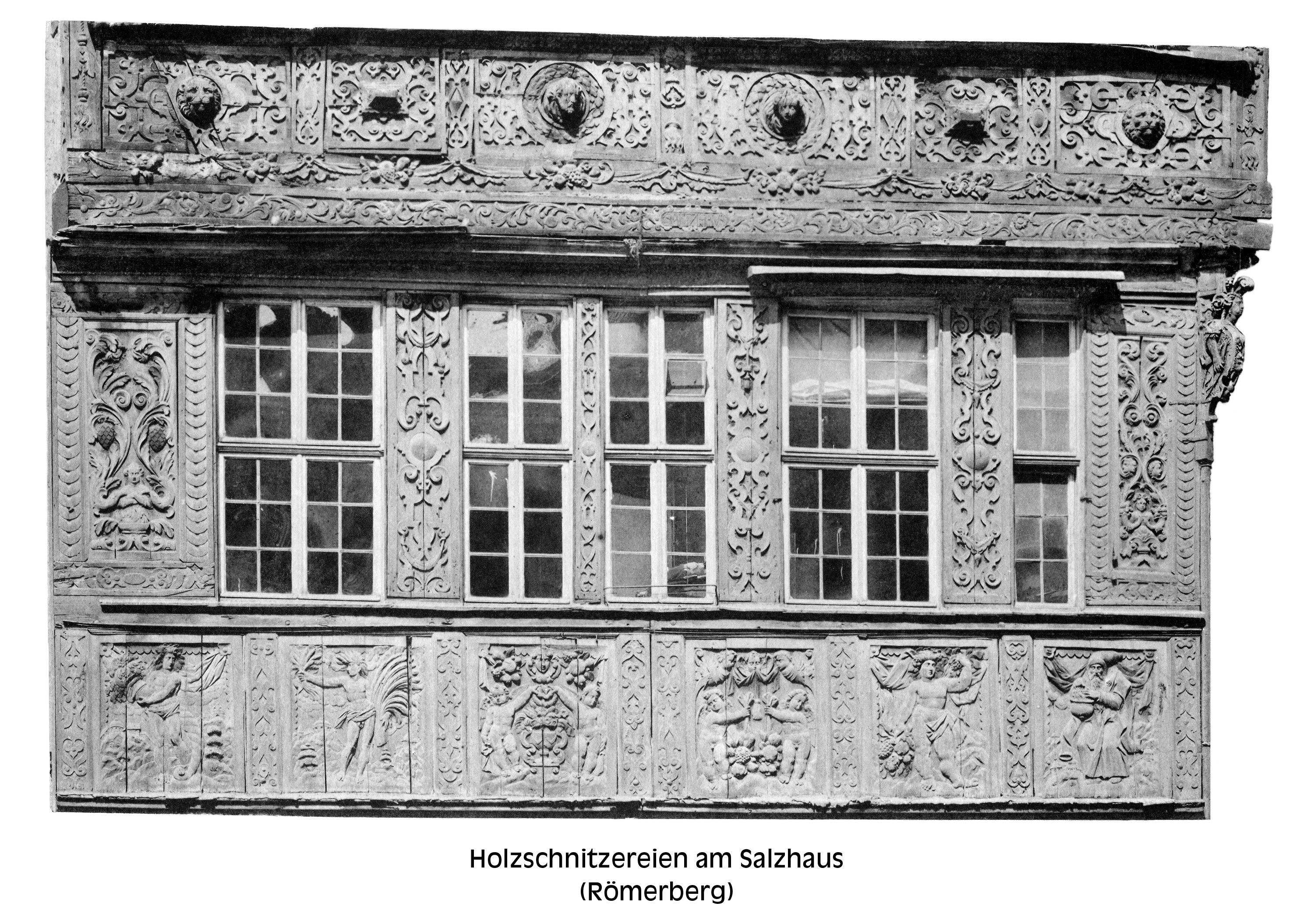
Detail des ersten Obergeschosses, 1886

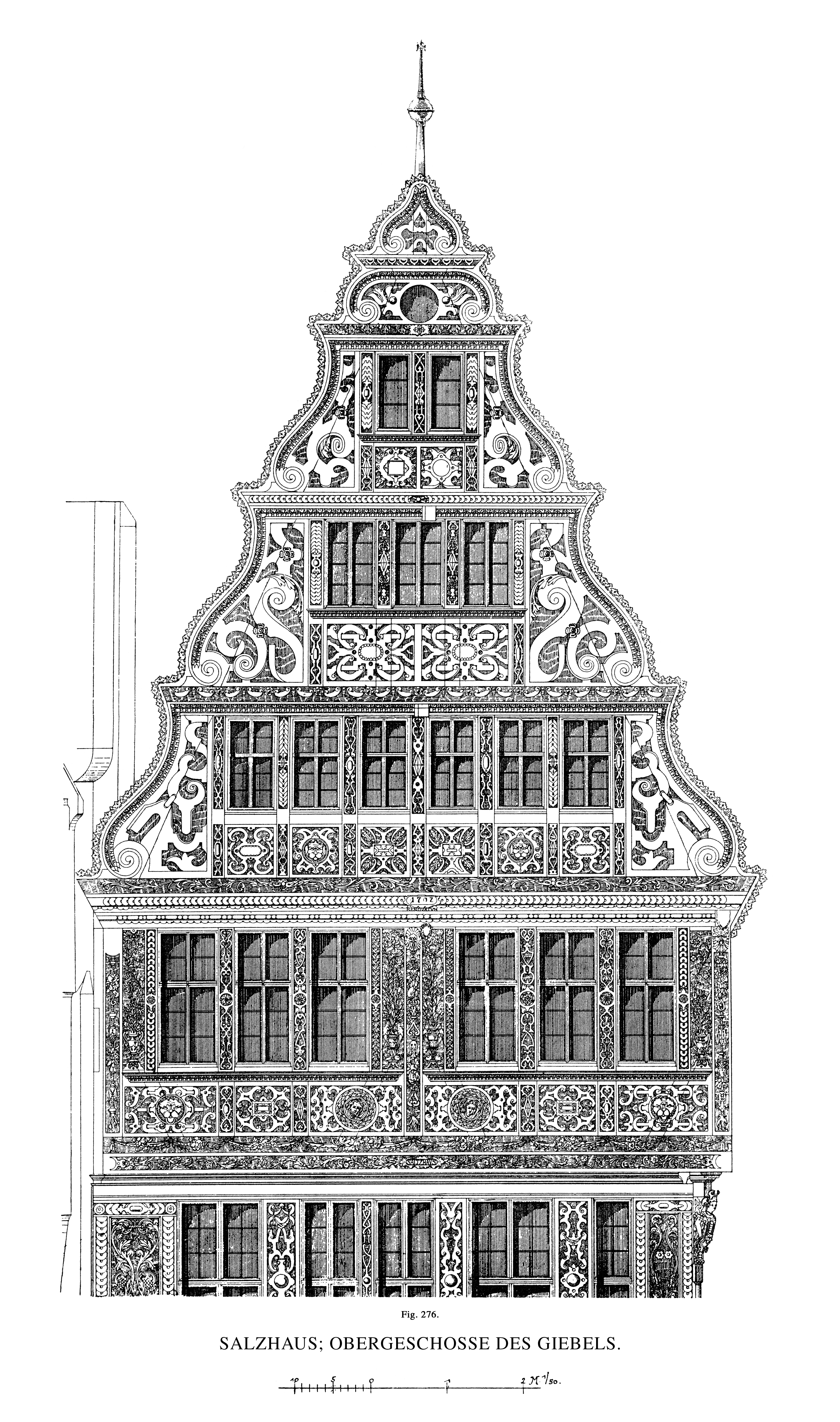
Aufmaß der Fassade zum Römerberg, um 1890

Die zum Römerberg gelegene östliche Schmalseite des Fachwerkteils war ganzheitlich mit reichen Schnitzereien verziert. Das erste Obergeschoss unterschied sich in seinem Aufbau von den darüberliegenden Stockwerken. Am augenscheinlichsten war dies durch die sechs Fenster, die nicht nur unregelmäßig verteilt waren, sondern auch in drei verschiedenen Größen auftraten. Zudem war das Schnitzwerk hier der eigentlichen Konstruktion vorgehängt und nicht, wie in den übrigen Geschossen, als geschnitzte Füllung in die nahtlos ebenfalls bildhauerisch behandelte Konstruktion eingearbeitet.
Die Fensterbrüstung bildete ein Fries mit sechs hölzernen Tafeln, die von links nach rechts folgenden Motive zeigten: Frühling, Sommer, zwei Putten mit Ring (als Symbol der Ehe), zwei Putten mit Blumen (als Symbol der Kinder), Herbst und Winter. Zwischen den Darstellungen befanden sich weitere Tafeln mit Roll- und Beschlagwerk, ebenso darüber zwischen den Fenstern. Die Tafeln, die die etwas breiteren Räume je ganz rechts und links des Geschosses ausfüllten, waren etwas aufwändiger gestaltet. Aus menschlichen Halbfiguren ragte hier in gerollten und gefächerten Enden auslaufendes Blattwerk hervor, rechteckig umrahmt von einer Schuppenverzierung.
Die Nordostecke des Hauses zierte eine Frauenfigur, die im Bereich der oberen Hälfte des ersten Obergeschosses angebracht war und stark an die Galionsfigur eines Schiffes der Erbauungszeit erinnerte. Sie war von allerhöchster Qualität und in ihren zierlichen Formen ganz dem frühen 17. Jahrhundert zuzurechnen, jedoch als einziges Element des Hauses nicht aus Eichen-, sondern aus Lindenholz geschnitzt.
Ab dem zweiten Obergeschoss erschien die Schnitzfassade bis unter den Giebel in einheitlicher Gestaltung und vor allem Symmetrie. Im Gegensatz zum vorangegangenen Geschoss waren hier die Schnitzereien jedoch nicht dem Fachwerkgerüst vorgehängt, sondern direkt in die Fassade integriert. Die Gefache waren einst, wie auch die Renovierung des Gebäudes Ende des 19. Jahrhunderts zeigte, zwar traditionell mit Strohlehm ausgefüllt, jedoch nicht verputzt worden. Stattdessen hatte man sie mit massiven, 10 cm starken Eichenholzplatten aufgefüllt, so dass sich danach die gesamte Fassade in einheitlicher Tiefe präsentierte. Anschließend war die nun einheitlich in Träger und Gefache gegliederte Holzfläche vor Ort bildhauerisch bearbeitet worden. Entsprechend zeigte sich hier auch das Fachwerkgerüst des Gebäudes, was aufgrund der exzellenten handwerklichen Qualität und der nahtlosen Ausführung der Schnitzarbeiten auf alten Fotos vor allem seit der Fassadensanierung nur selten erkennbar ist.
Am unteren Rand des zweiten Obergeschosses befanden sich zwei die Balkenköpfe bzw. die Schwelle überdeckende Schalbretter, die mit Blattranken und Rollwerk geschmückt waren. Darauf standen Eck- und Mittelpfosten sowie die inneren Gewändepfosten der sechs gleichmäßig über das Stockwerk verteilten Fenster. Die Fensterbänke erstreckten sich jeweils über die volle Breite dreier Fenster und wurden nur vom Mittelpfosten unterbrochen. Bei den Schnitzereien auf den vorgenannten Elementen handelte es sich meist um Rollwerk, Lorbeerrosetten und Akanthusmotive; in den schmalen Feldern zwischen Fenstern und Pfosten stieg Rollwerk aus antikisierenden Vasen auf. Nur die Brüstungsfelder zeigten zusätzlich Löwenköpfe, Diamantbuckel sowie die Büsten des Erbauers und seiner Frau. Diese plastischen Elemente waren nachträglich auf die Eichenholzplatten aufgenagelt worden.
Ein starkes, mit Perlstab, Zahnschnitt, Festonfries und Rollwerk reich verziertes Gesims trennte das Giebelgeschoss vom zweiten Obergeschoss. In der Mitte des Gesimses war als Verweis auf eine vorangegangene Renovierung eine hölzerne Plakette mit der Inschrift 1707 Renovatum aufgebracht worden. Das Gesims hatte die Form eines umgekehrten Trapezes, so dass seine oberen äußeren Enden über die volle Breite des Gebäudes hinausragten. Im Verlaufe des ansteigenden Giebels wiederholte sich dieses Gliederungsmerkmal noch vierfach. Die dazwischen befindlichen Eckfelder waren steil S-förmig geschwungen und ebenfalls mit Rollwerkschnitzereien verziert.
Oberhalb eines jeden Giebelgeschosses verlief eine weitere Zahnschnitt-Profilierung, die am Rande den geschwungenen Eckfeldern folgte und sich im unteren Bereich zu einer Spirale einrollte. Unterhalb der Fenster der Giebelgeschosse befanden sich, wie schon bei den vorangegangenen Geschossen, verzierte Eichenholzkonsolen mit plastischen Diamantbuckeln oder Löwenköpfen; auf den Gewändepfosten zwischen den Fenstern abwechselnd Rollwerk- oder Perlstab-Schnitzerei. Abgeschlossen wurde die ganzheitlich prächtig wirkende Erscheinung des Gebäudes durch einen aus Blech ausgeschnittenen, vergoldeten und um den Giebel gezogenen Schmuckstreifen, der wie ein Spitzenbesatz wirkte.
Die Unterschiede zwischen dem ersten und den darüberliegenden Stockwerken haben vereinzelt zu der Vermutung geführt, dass das Salzhaus kein Neu-, sondern ein Umbau eines oder mehrerer Vorgängerbauten war. Als Begründung wurde die sichtbar etwas plastischere, „barocker“ wirkende Bearbeitung des ersten Obergeschosses gegenüber dem Rest des Hauses, sowie dessen unregelmäßige Fensteranordnung angeführt.
Da jedoch die gesamte Konstruktion ab dem zweiten Stockwerk perfekt auf den Schnitzschmuck abgestimmt war, käme höchstens eine spätere Verkleidung des Erdgeschosses in Frage, wo die Verzierungen vorgehängt waren und somit theoretisch ein späterer Zusatz gewesen sein könnten. Ein weiteres Indiz dafür ist der Fund von Resten einer Bemalung unter der Verkleidung bei der Restaurierung in den 1880er Jahren. Die trotz der kleinen Unterschiede enge stilistische Verwandtschaft der Geschosse und die baldige Abwesenheit des Bauherrn Koler machten es jedoch unmöglich, dass zwischen zwei Bauabschnitten, falls es diese überhaupt gegeben hat, mehr als etwa 10 Jahre lagen.

### Nach dem Zweiten Weltkrieg

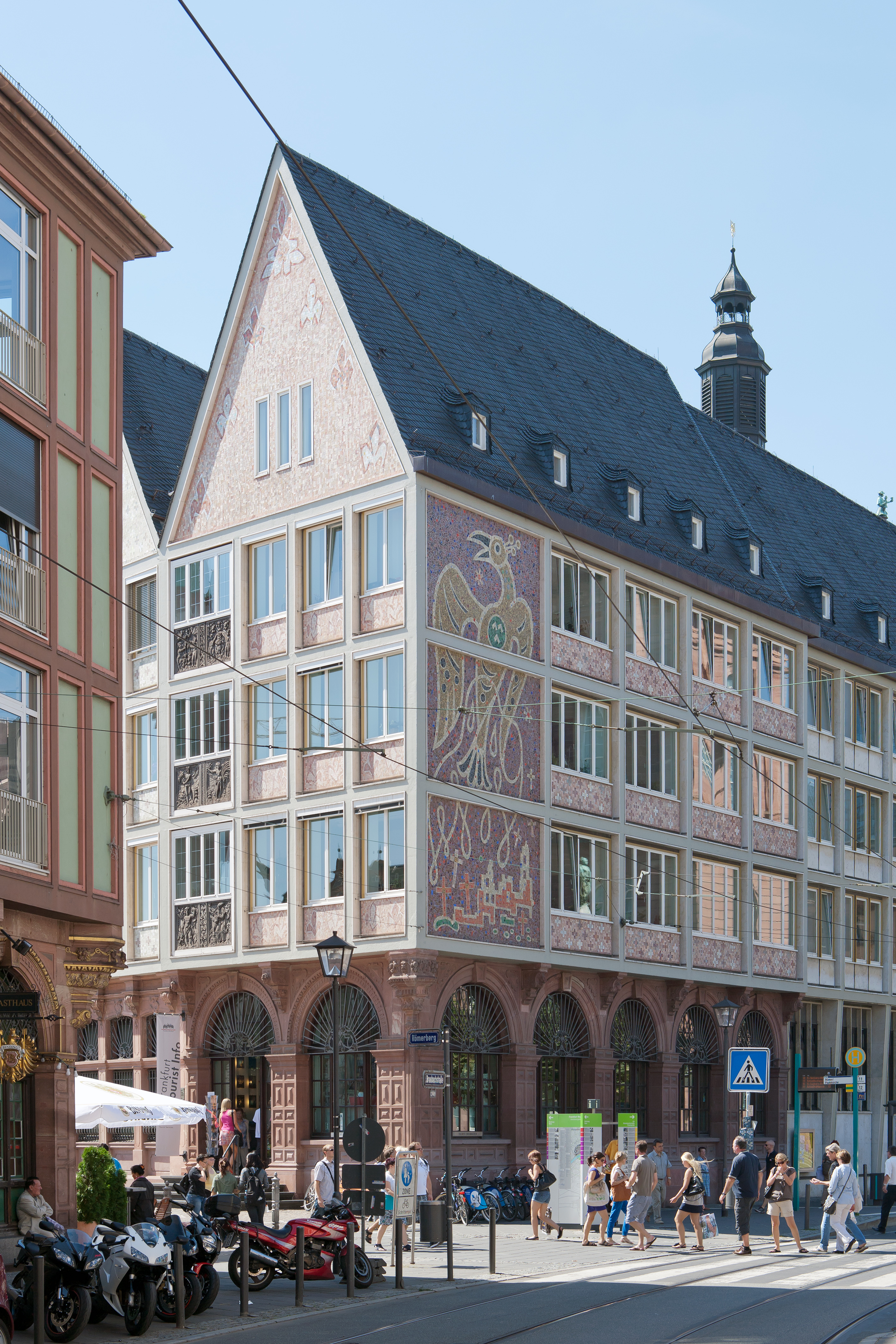
Salzhaus von der Braubachstraße aus, 2011

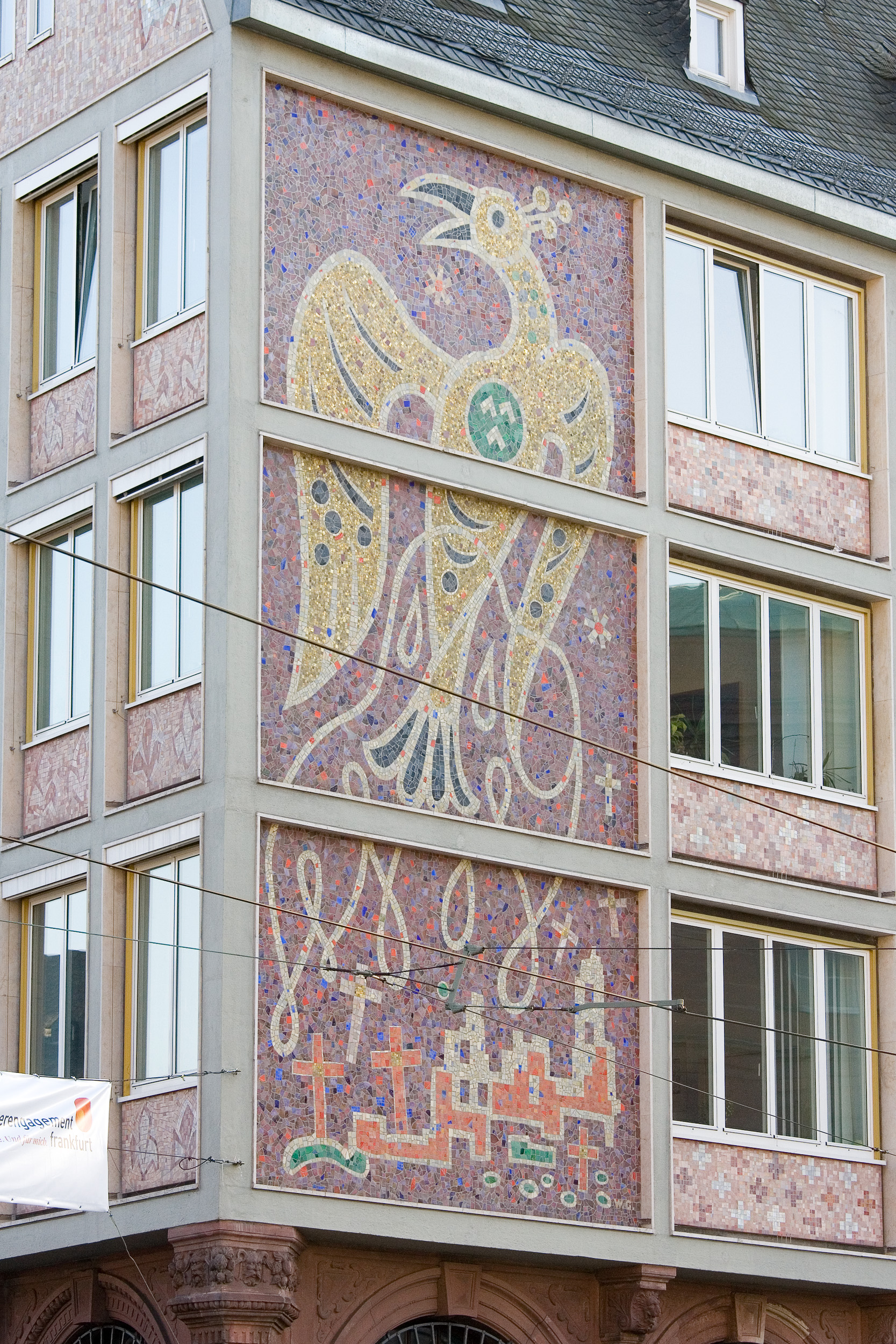
Mosaik des Phönix aus der Asche, 2007

Das „Salzhaus“ der Nachkriegszeit ist ein moderner Eisenbetonbau auf dem erhaltenen Erdgeschoss des Vorgängerbaus. Insgesamt besitzt das Gebäude fünf Stockwerke, die sich auf das Erdgeschoss, drei Obergeschosse und ein Dachgeschoss innerhalb des mit Gauben versehenen und verschieferten Giebeldachs verteilen.
Um die Proportionen zu den historischen Steinbauten der Römerbergfassade nicht zu stören, ist der Bau ebenso wie das aus der gleichen Zeit stammende, benachbarte Haus Frauenstein von fast derselben Höhe wie das historische Salzhaus. Dessen – trotz der reichen Renaissanceverzierungen – noch sehr gotischer Charakter ist beim Wiederaufbau verloren gegangen. Beim historischen Salzhaus nahm das Dach nämlich fast die Hälfte der gesamten Traufhöhe ein, beim Nachkriegsbau macht es unter ein Drittel der gesamten Gebäudehöhe aus. Die Proportionen wurden, wie die Außenansicht verrät, zum Gewinn eines weiteren Vollgeschosses verändert.
Der Schmuck des Gebäudes ist für die Zeit seiner Entstehung dagegen ungewöhnlich reich. Unterhalb der Fenster, je vier pro Stockwerk und Hausseite, befinden sich Kalksteinverkleidungen, das östliche Drittel der zur Braubachstraße gewandten Seite nimmt ein die drei Vollgeschosse überspannendes Glasmosaik des Künstlers Wilhelm Geißler ein. Es soll die Aufbau- und Aufbruchstimmung nach dem Krieg symbolisieren und zeigt das Motiv des Phönix aus der Asche. Mit nur wenig Phantasie kann man aber auch das Wappentier der Stadt hineininterpretieren, welches sich auf dem gezeigten Bild aus den Ruinen zu erheben scheint.
Schließlich wurden die sechs Holzrelieftafeln des Bildhauers Johann Michael Hocheisen aus dem Jahre 1595 statt im ersten Obergeschoss des ursprünglichen Baus in die neue Front am Römerberg eingearbeitet. Sie befinden sich jeweils paarweise unterhalb der südlichsten bzw. für den davor stehenden Betrachter linken Seite des Hauses und geben noch heute einen guten Eindruck von der hohen Qualität des historischen Salzhauses.

### Inneres

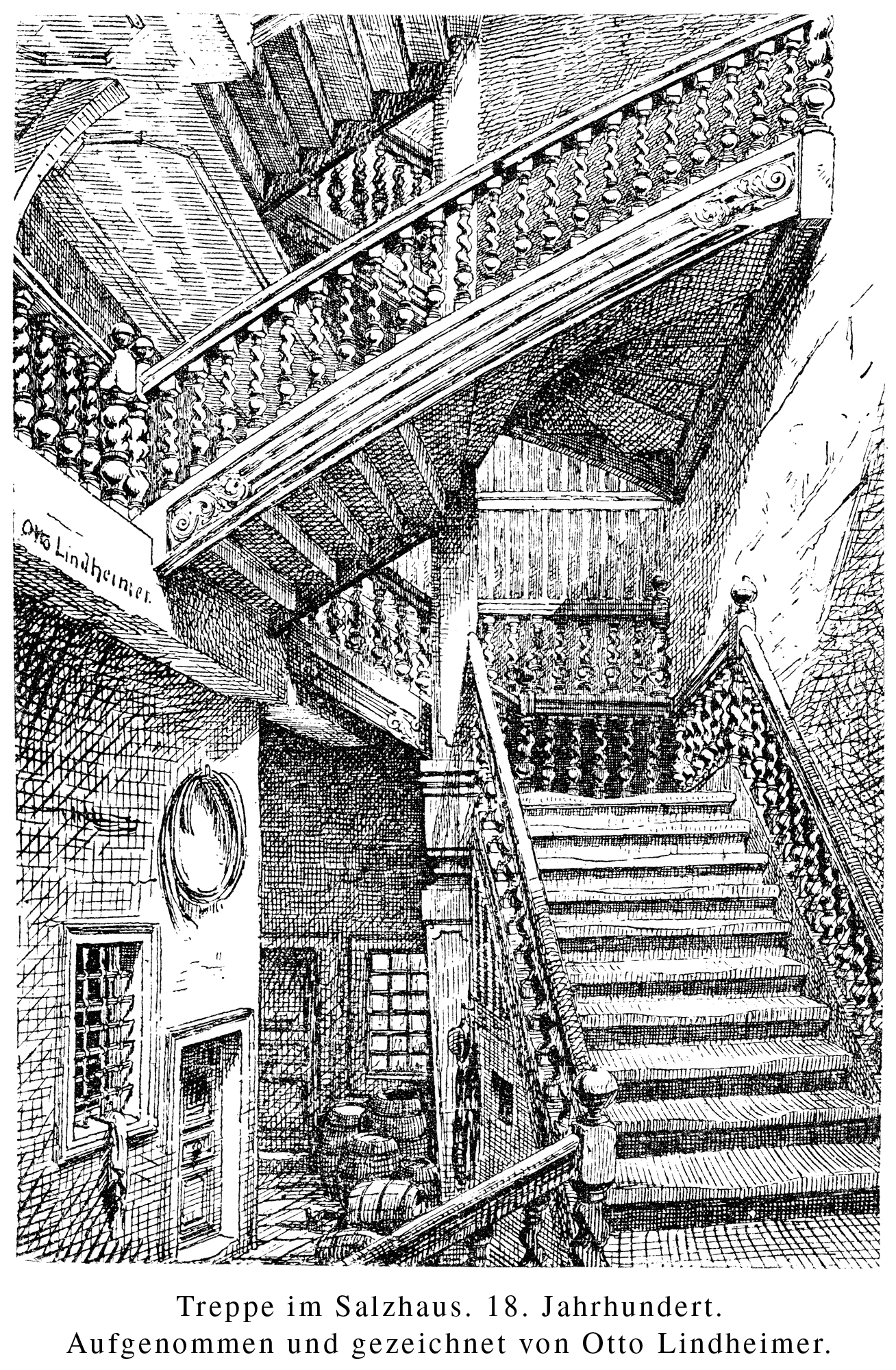
Inneres, 1886

Das Innere des Hauses bot bereits im 19. Jahrhundert nur noch wenig Außergewöhnliches, von originaler Ausstattung hatten sich nur ein Kamin sowie eine mit Schnitz- und Drechslerarbeiten verzierte Treppe des 18. Jahrhunderts erhalten. Beim Abbruch einer Brandmauer wurde während der Sanierung in den 1880er Jahren ein gotisches Wandbild entdeckt. Es zeigte eine weibliche und männliche Figur beim Schach sowie eine dritte männliche Figur beim Spiel eines Saiteninstruments. Das Bild wurde kopiert und anschließend, aufgrund seines schlechten Zustandes als nicht erhaltenswert erachtet, mit der Brandmauer abgerissen.
Im Zweiten Weltkrieg gingen schließlich auch die wenigen Ausstattungsreste, beim Wiederaufbau der noch an den Salzverkauf erinnernde Gewölbekeller zu Grunde. Erst im Rahmen der Ausstellung über das Salzhaus im Jahre 2004 wurde bekannt, dass die Kriegszerstörungen am rückwärtigen Giebel weitere gotische Wandbilder offenbart hatten. Auch diese wurden, aus kunsthistorischer Sicht besonders schmerzhaft, zugunsten des Neubaus beseitigt.
Die Innenräume des Nachkriegsbaus sind in einfachsten Zweckformen gestaltet und bieten nichts Bemerkenswertes.

## Einordnung und vergleichbare Bauten
Schnitzverzierungen finden sich an Fachwerkbauten vor allem im niederdeutschen Raum schon seit der Gotik. Mit der einsetzenden Renaissance breiteten sie sich seit dem 16. Jahrhundert dann auch auf den mittel- und oberdeutschen Raum aus und erreichten Anfang des 17. Jahrhunderts einen gestalterischen Höhepunkt.
Während die Zentren in Norddeutschland vor allem in Braunschweig, Halberstadt und Hildesheim lagen, war das Verbreitungsgebiet in Süddeutschland vor allem im Großraum des Mittelrheins. Komplette Schnitzfassaden wie die des Salzhauses sind aber selbst hier eine Seltenheit geblieben. Der Grund hierfür ist wohl primär ebenfalls in Renaissanceeinflüssen zu suchen, die in der gleichen Zeit eine langsame Abkehr vom Fachwerkbau als Wohnsitz in den Bevölkerungsschichten bewirkten, die eine derart aufwändige Gestaltung finanziell tragen konnten.
Das Frankfurter Salzhaus war aber nicht nur eine Seltenheit im gesamten deutschen Fachwerkbau, sondern insbesondere für die Stadt selbst. Die Gotik hatte in Frankfurt einen sehr langen Ausklang, der noch bis in das frühe 18. Jahrhundert ausstrahlte, die Renaissance fand eine nur sehr verhaltene Rezeption und Schmuckreichtum war innerhalb der Bevölkerung verpönt. Die wenigen reich verzierten Fachwerkbauten stammten fast ausschließlich von Zuwanderern, die sich deswegen meist mit der konservativen Bürgerschaft auseinandersetzen mussten.
Vor diesem Hintergrund kann die Entstehung des Salzhauses in seiner kaum mehr zu steigernden, repräsentativen Form als absolute Seltenheit in die Frankfurter Architekturgeschichte eingeordnet werden. Zur darüber hinausgehenden Bedeutung schrieb der Kunsthistoriker Fried Lübbecke 1924: „[Die] ganze Fassade zum Römerberg, bis zum Giebel hinauf, ist mit kostbaren Eichenholzschnitzereien überdeckt. Sie gehören zum technisch und künstlerisch Vollendetsten der ganzen deutschen Renaissance. Mit der Krausheit der Spätgotik verbindet sich die Klarheit südlicher Formung zu einer Harmonie, wie sie im Norden selten ist.“

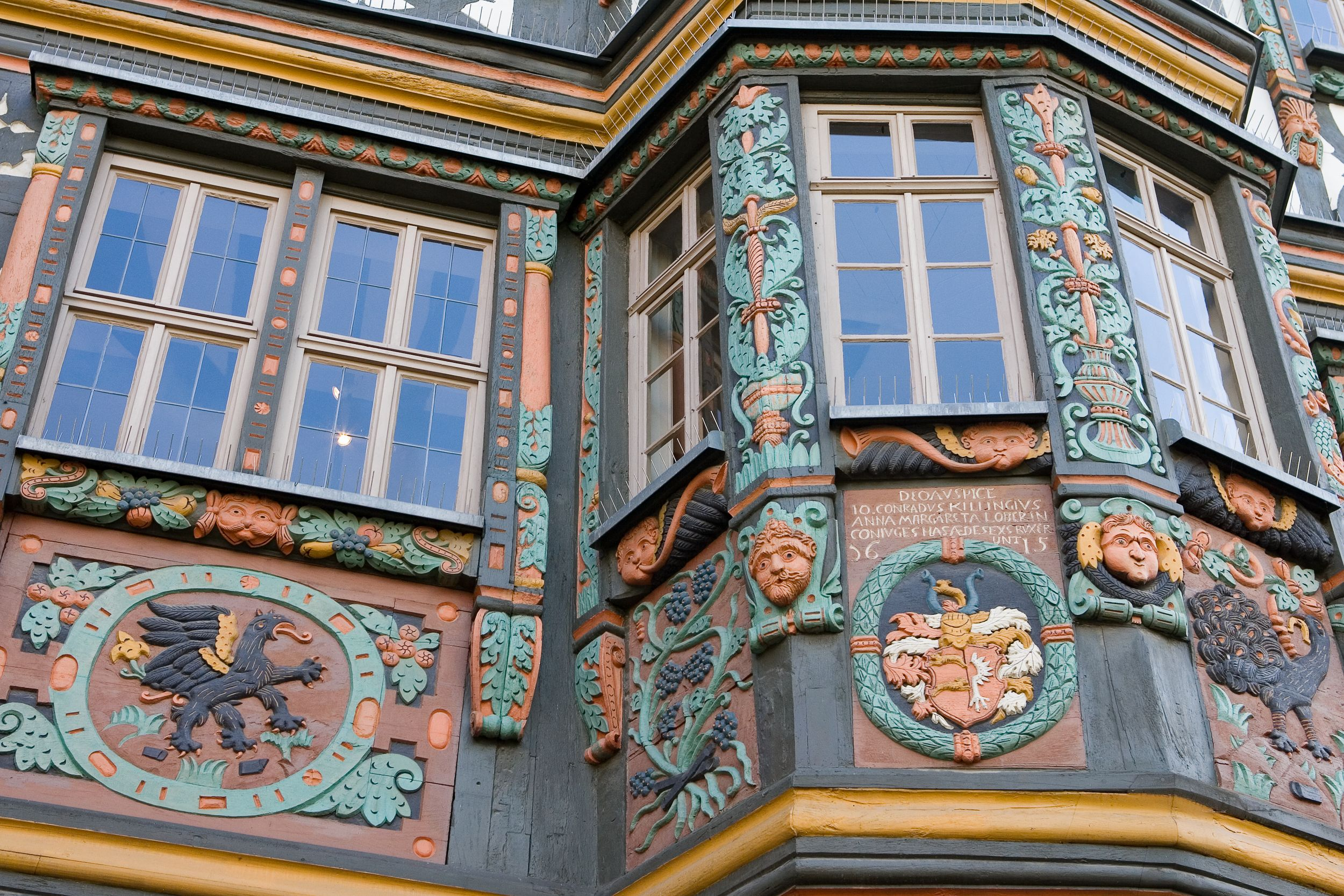
Fassadendetail des Killingerhauses in Idstein

Qualitativ am ehesten mit den historischen Salzhaus vergleichbar ist das 1589 ähnlich prächtig umgestaltete Kammerzellhaus in Straßburg, welches im Gegensatz diesem aber nicht nur den Deutsch-Französischen Krieg, sondern auch beide Weltkriege unbeschadet überstand. Seine Ausführung weicht jedoch so stark ab, dass es wohl nicht stilbildend auf den Frankfurter Bau wirkte. Ebenfalls vergleichbar ist das 1615 in Idstein im Taunus errichtete Killingerhaus, das eine Schnitzfassade von ähnlicher Güte aufzuweisen hat, die jedoch stilistisch differiert und nicht einem ikonografischen Gesamtkonzept zu folgen scheint.
Erst nach dem Dreißigjährigen Krieg entstand 1674 in Wernigerode das Krummel’sche Haus, das in seiner Gliederung und Gestaltung so deutlich an das Salzhaus erinnert, dass es wohl davon beeinflusst wurde. Das Gebäude erreicht allerdings nicht ganz die Qualität und Größe des einstigen Vorbildes. Ein weiteres Beispiel aus dem Großraum des Harzes ist das 1612 bis 1614 errichtete Eickesche Haus in Einbeck, dessen reiche, wenn auch sich nicht auf das ganze Haus erstreckende Schnitzfassade einem humanistisch-gebildeten Gesamtkonzept folgt und eine für die Größe der Stadt ungewöhnliche Qualität aufzuweisen hat. Mehr oder weniger entfernte bauliche Verwandte finden sich trotz gewaltiger Kriegsverluste noch im gesamten Verbreitungsgebiet des niederdeutschen Fachwerks, v. a. in Hildesheim und Braunschweig, als rekonstruiertes Beispiel ist in ersterer Stadt etwa das Wedekindhaus von 1598 zu nennen.